# Architecture bouddhiste japonaise

L'architecture bouddhiste japonaise désigne l'architecture des temples bouddhistes au Japon, consistant en variantes mises au point localement de styles architecturaux nés en Chine. Après l'arrivée du Bouddhisme de Corée au VIe siècle, un effort a été initialement fait pour reproduire les bâtiments d'origine aussi fidèlement que possible, mais des versions locales des styles continentaux se sont progressivement développés, à la fois pour répondre aux goûts japonais et afin de résoudre les problèmes posés par la météo locale, plus pluvieuse et humide qu'en Chine. Les premières sectes bouddhistes sont les six sectes de Nara, Nanto Rokushū (南都六宗, six sectes de Nara), suivies durant l'époque de Heian par les sectes Kyoto, Shingon et Tendai. Plus tard, durant l'époque de Kamakura, apparaissent à Kamakura la secte Jōdo et la secte vernaculaire Nichiren Shū. À peu près à la même époque, le Bouddhisme Zen arrive de Chine, influençant fortement toutes les autres sectes de plusieurs façons, y compris en architecture. La composition sociale des adeptes du Bouddhisme change aussi radicalement avec le temps. Au début, c'est la religion de l'élite, mais lentement elle s'étend des nobles aux guerriers, aux marchands et enfin à la population dans son ensemble. Sur le plan technique, de nouveaux outils de travail du bois comme la scie de charpentier et le rabot permettent de nouvelles solutions architecturales.
Les temples bouddhistes et les sanctuaires shintoïstes partagent des caractéristiques de base et ne diffèrent souvent que par des détails que le non-spécialiste peut ne pas remarquer. Cette similarité provient de ce que la nette division entre les temples bouddhistes et les sanctuaires shinto est récente puisqu'elle date de la politique de séparation (Shinbutsu bunri) du Bouddhisme et du Shintoïsme mise en œuvre en 1868 durant l'ère Meiji. Avant la restauration de Meiji, il était courant de construire un temple bouddhiste à l'intérieur ou à côté d'un sanctuaire ou d'inclure des sous-temples bouddhistes au sein d'un sanctuaire shinto. Si un sanctuaire abritait un temple bouddhiste, il était appelé jingū-ji (神宮寺, lit. « temple sanctuaire »). De manière analogue, les temples dans tout le Japon adoptaient des kami tutélaires (chinju (鎮守/鎮主) et construisaient des sanctuaires sur leurs sites afin de les héberger. Après la séparation forcée des temples et des sanctuaires, ordonnée par le nouveau gouvernement, le lien entre les deux religions a été officiellement rompu, mais a néanmoins perduré dans la pratique et est encore visible aujourd'hui.
L'architecture bouddhiste au Japon pendant toute l'histoire du pays a absorbé une grande partie des meilleures ressources naturelles et humaines disponibles. En particulier entre le huitième et le seizième siècle, elle a permis l'élaboration de nouvelles caractéristiques structurelles et décoratives. Pour ces raisons, son histoire est essentielle à la compréhension non seulement de l'architecture bouddhiste elle-même, mais aussi de l'art japonais en général.

## Caractéristiques générales

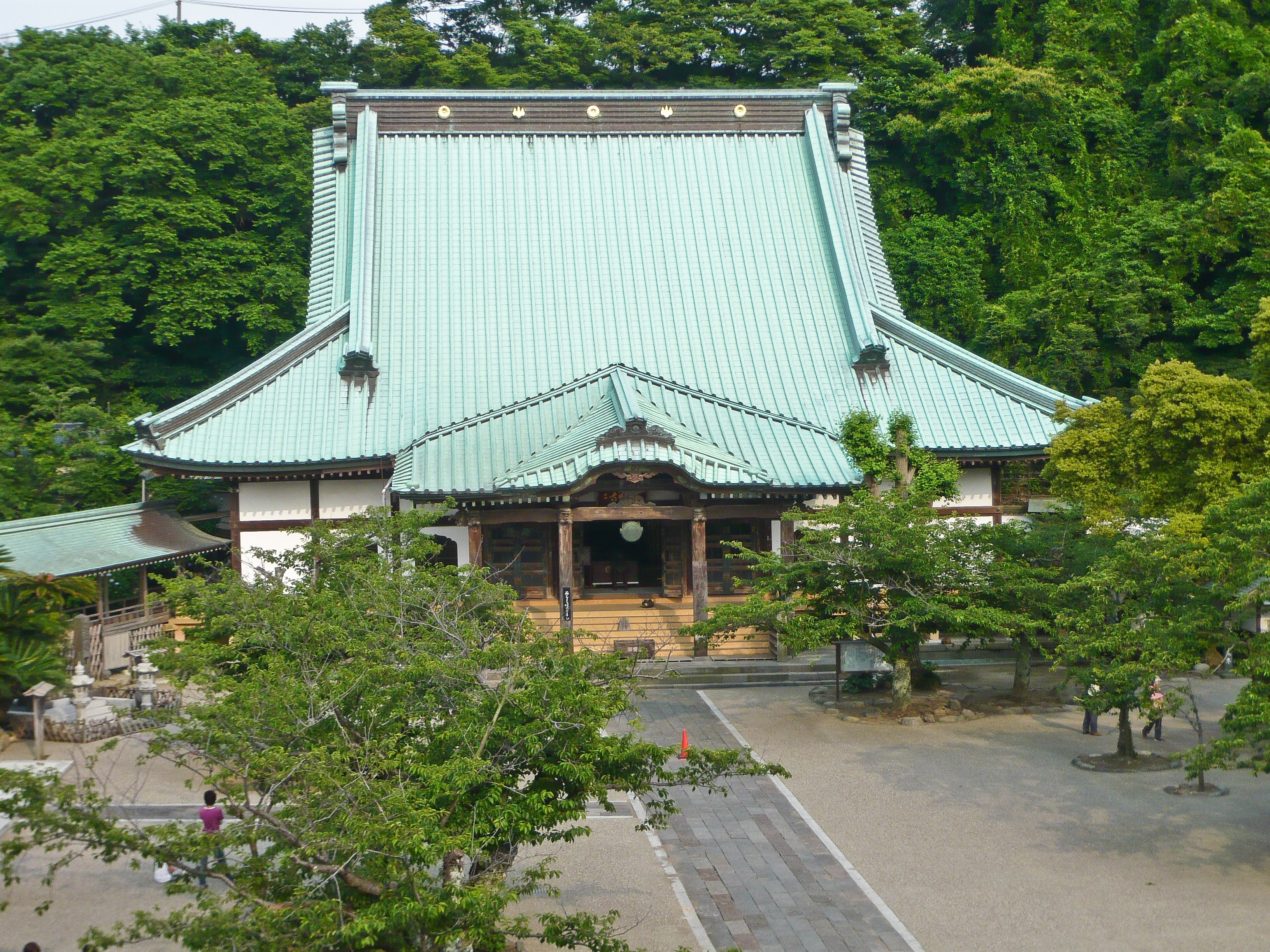
Le toit est l'élément dominant d'un temple bouddhiste.

L'architecture bouddhiste au Japon n'est pas indigène, mais a été importée de Chine et d'autres cultures asiatiques au cours des siècles avec une telle constance que les styles de construction des six dynasties y sont tous représentés. Son histoire est par conséquent dominée d'un côté par les styles et les techniques de Chine et d'autres pays asiatiques (présents même à Ise-jingū, considéré comme la quintessence de l'architecture japonaise), et de l'autre par les variations japonaises originales sur ces thèmes.
En partie à cause de la variété des climats au Japon d'une part et du millénaire écoulé entre la première et la dernière importation culturelle d'autre part, le résultat est extrêmement hétérogène, mais plusieurs caractéristiques pratiquement universelles se retrouvent néanmoins. Le choix des matériaux tout d'abord, toujours en bois sous diverses formes (planches, paille, d'écorce d'arbre, etc.) pour presque toutes les structures. L'assemblage des poutres se fait selon la technique traditionnelle du kigumi. Contrairement aux architectures chinoise et occidentale, l'utilisation de la pierre est évitée, sauf pour certains usages spécifiques comme les podia des temples et les fondations des tō.
La structure générale est presque toujours la même : colonnes et linteaux supportent un grand toit légèrement courbé tandis que les murs sont minces comme du papier, souvent mobiles et en aucun cas porteurs. Arches et toits en berceau sont totalement absents. Les pignons et les courbes des avant-toits sont plus discrets qu'en Chine et les entasis (renflements) de colonne (convexité au centre) limités.
Le toit est l'élément le plus impressionnant visuellement, constituant souvent la moitié de la taille de tout l'édifice. Couvrant des vérandas, les débords de toit légèrement incurvés s'étendent bien au-delà des murs et leur poids doit donc être pris en charge par de complexes systèmes de soutien appelés tokyō (en). Ces toits surdimensionnés confèrent à l'intérieur une pénombre caractéristique qui contribue à l'atmosphère du temple. L'intérieur du bâtiment se compose normalement d'une seule pièce centrale appelée moya, à partir de laquelle partent parfois d'autres espaces moins importants, par exemple des couloirs appelés hisashi.
Les divisions de l'espace intérieur sont fluides et la taille de la pièce peut être modifiée grâce à l'utilisation de paravents ou de murs de papier mobiles. L'unique et grand espace offert par le principal bâtiment peut donc être modifié en fonction de la nécessité. La séparation entre l'intérieur et l'extérieur n'est elle-même, dans une certaine mesure, pas absolue puisque des murs entiers peuvent être enlevés, permettant l'ouverture du temple pour les visiteurs. Les vérandas semblent faire partie de l'édifice à une personne extérieure, mais être une partie du monde extérieur à celles dans le temple. Les bâtiments créent donc jusqu'à un certain point leur propre environnement. L'utilisation de modules de construction conserve constantes les proportions entre les différentes parties de l'édifice, préservant ainsi son harmonie d'ensemble,.
Même dans les cas comme celui de Nikkō Tōshō-gū où tout l'espace disponible est richement décoré, l'ornementation a tendance à suivre et met donc en valeur les structures de base plutôt que d'essayer les cacher.
Ces caractéristiques architectoniques étant partagées par l'architecture sacrée comme par l'architecture profane, elles permettent facilement de convertir un bâtiment profane en un temple. Ce qui est arrivé par exemple à Hōryū-ji où le manoir d'une femme de la noblesse a été transformé en un édifice religieux.

## Histoire

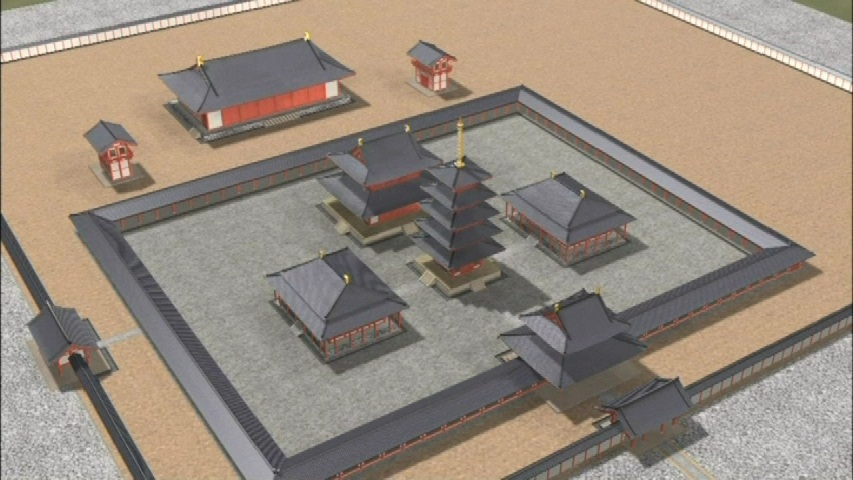
Reconstitution de l'agencement original d'Asuka-dera

### Commencements; période Asuka et époque de Nara
Le Bouddhisme n'est pas une religion japonaise d'origine et son architecture arrive avec les premiers Bouddhistes en provenance du continent via la Corée au VIe siècle. Après que cette nouvelle religion ait été officiellement adoptée à la suite de la bataille de Shigisan en 587, les temples bouddhistes commencent à être construits après cette date. En raison de l'hostilité envers le Bouddhisme des partisans des croyances locales aux kami, aucun temple de cette période n'a survécu de telle sorte que nous ignorons à quoi ils ressemblaient. Cependant, grâce au Nihon Shoki, nous savons qu'un architecte, six prêtres bouddhistes et un créateur d'images du royaume coréen de Paekche sont venus au Japon en 577 pour conseiller les Japonais sur l'agencement des bâtiments monastiques. La disposition du Shitennō-ji à Osaka (voir ci-dessous) reflète le plan du temple Chongyimsa à Puyo, capitale de Paekche de 538 à 663. Nous savons avec certitude que Soga no Umako a construit Hōkō-ji, le premier temple au Japon, entre 588 et 596. Il est renommé Asuka-dera ultérieurement d'après Asuka, nom de la capitale où il est situé. Le prince Shōtoku promeut activement le Bouddhisme et ordonne la construction de Shitennō-ji à Osaka (593) et de Hōryū-ji près de son palais d'Ikaruga à Nara (achevé en 603). Pendant cette période, l'agencement du temple est strictement prescrit et suit les styles du continent, avec une entrée principale orientée plein sud et la zone la plus sacrée entourée par un couloir semi-fermé couvert (kairō) accessible par une porte centrale (chūmon). L'enceinte sacrée contient une pagode qui fait office de reliquaire pour les objets sacrés, et un kon-dō (bâtiment principal). Le complexe peut comprendre d'autres ouvrages tels qu'une salle de cours (kō-dō), un shōrō, un dépôt de sūtra (kyōzō), des quartiers pour les prêtres et les moines et des bains,. Le temple idéal est formé d'un cœur composé de sept bâtiments appelés shichidō garan, ou « temple aux sept bâtiments ». Le Bouddhisme, et la construction de temples, s'étendent de la capitale vers les zones périphériques durant la période Hakuhō, de 645 à 710. Par ailleurs, de nombreux temples sont construits dans des endroits privilégiés par les préceptes de la géomancie chinoise. La disposition non seulement des bâtiments, des groupes d'arbres et des étangs du complexe, mais aussi l'emplacement des montagnes et d'autres caractéristiques géographiques dans des directions particulières autour du temple jouent également un rôle important.
L'école de pensée chinoise des cinq éléments estime que de nombreux phénomènes naturels se rangent sous cinq catégories. Six groupes de cinq catégories sont établis comme règles de construction des édifices.
| Cinq éléments               | Bois       | Feux                 | Terre      | Métal           | Eau   |
| Position                    | Est        | Sud                  | Centre     | Ouest           | Nord  |
| Climat                      | Venteux    | Chaud                | Humide     | Sec             | Froid |
| Couleur                     | Vert       | Rouge                | Jaune      | Blanc           | Noir  |
| Évolution des êtres vivants | Naissance  | Croissance           | Changement | Affaiblissement | Cache |
| Signification symbolique    | Prospérité | Richesses et honneur | Pouvoir    | Désolation      | Mort  |

Un palais pour un nouveau prince par exemple est placé à l'est pour symboliser la naissance, et des tuiles jaunes sont utilisées pour son toit afin de symboliser la puissance.
La théorie des cinq éléments est également à la base du gorintō, stūpa en pierre extrêmement commune dont l'invention est attribuée à Kūkai. Ses cinq sections (un cube, une sphère, une pyramide, un croissant et d'un redent en forme de lotus) représentent chacune l'un des cinq éléments.
La numérologie chinoise joue également un rôle important. Selon l'école yin-yang qui apparaît vers 305 BC, le yang se rapporte au soleil, à la chaleur, à la masculinité et aux nombres impairs, tandis que le yin renvoie à leurs contraires. Dans les groupes de bâtiments par conséquent, les grandes salles se présentent en nombres impairs, car on croit que les salles elles-mêmes sont yang. Étant yang, les nombres impairs en général sont considérés comme positifs et heureux aussi le Bouddhisme montre-t-il une préférence pour les nombres impairs. Dans le cas de pagodes à étages, qu'elles soient en pierre ou en bois, le nombre d'étages est presque toujours impair. Pratiquement toutes les pagodes en bois possèdent soit trois soit cinq étages. Il a existé quelques pagodes avec un nombre différent d'étages, mais aucune n'a subsisté.
En raison des incendies, des tremblements de terre, des typhons et des guerres, peu de ces anciens temples sont parvenus jusqu'à nous. Hōryū-ji, reconstruit après un sinistre en 670, est le seul possédant encore des bâtiments du VIIe siècle, les plus anciens bâtiments en bois existants au monde.

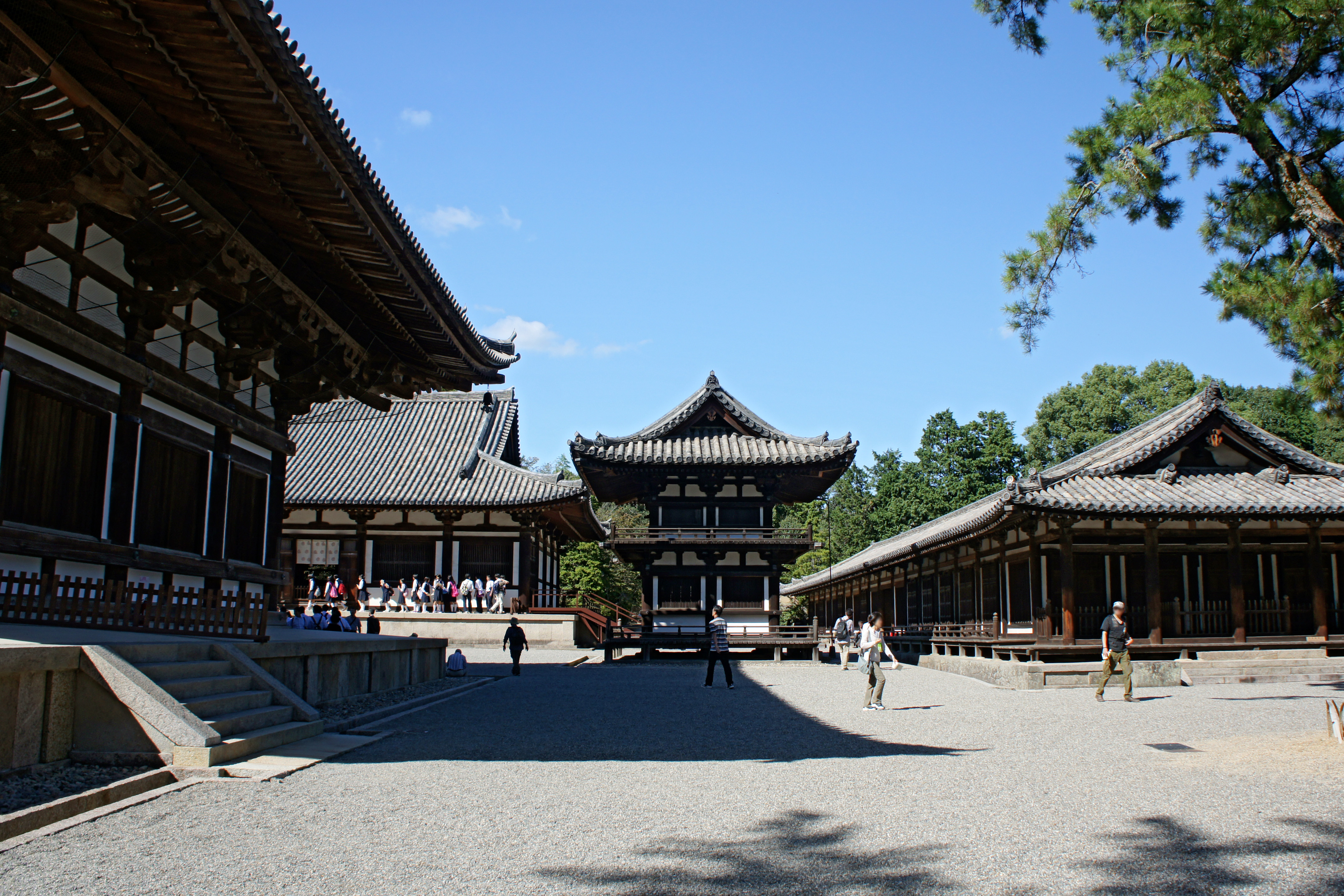
Parties du garan de Tōshōdai-ji (de gauche à droite, le kon-dō, le kō-dō et le korō)

Contrairement aux premiers sanctuaires de culte des kami, les premiers temples bouddhistes sont très ornementaux et strictement symétriques (voir la reconstitution d'Asuka-dera ci-dessus). À partir de Hōryū-ji à la fin du VIIe siècle, les temples commencent à s'orienter vers des plans au sol en situation irrégulière qui aboutissent à un arrangement asymétrique des bâtiments, à l'utilisation accrue de matériaux naturels tels que l'écorce de cyprès au lieu de tuiles pour les toitures et à une prise de conscience accrue de l'environnement naturel avec l'installation de bâtiments parmi les arbres. Cette adaptation est facilitée par le shinbutsu shūgō (syncrétisme des kami et du Bouddhisme), qui, par le biais du culte japonais traditionnel de la nature, fait porter au Bouddhisme une attention accrue à l'environnement naturel,,.
Durant la première moitié du VIIIe siècle, l'empereur Shōmu décrète la construction de temples et de couvents dans chaque province ainsi que l'érection du Tōdai-ji comme centre du réseau des temples,,. Inauguré en 752, le Tōdai-ji présente des dimensions monumentales avec deux pagodes à sept niveaux faisant chacune quelque 100 m de haut et un grand bâtiment du Bouddha (daibutsuden) d'environ 80 × 70 m. Le Bouddhisme de l'époque de Nara se caractérise par sept temples influents financés par l'État appelés Nanto Shichi Daiji. Des structures octogonales telles que le bâtiment des rêves à Hōryū-ji construit comme salles mémoriales et des entrepôts illustrés par le Shōsō-in apparaissent pour la première fois durant l'époque de Nara,. Les ouvrages attenants aux temples tels que les pagodes et les salles principales augmentent considérablement de taille depuis la fin du VIe siècle. La situation des pagodes se déplace vers des endroits plus périphériques et le système de support des toits croît en complexité au fur et à mesure que les toits s'agrandissent et s'alourdissent.

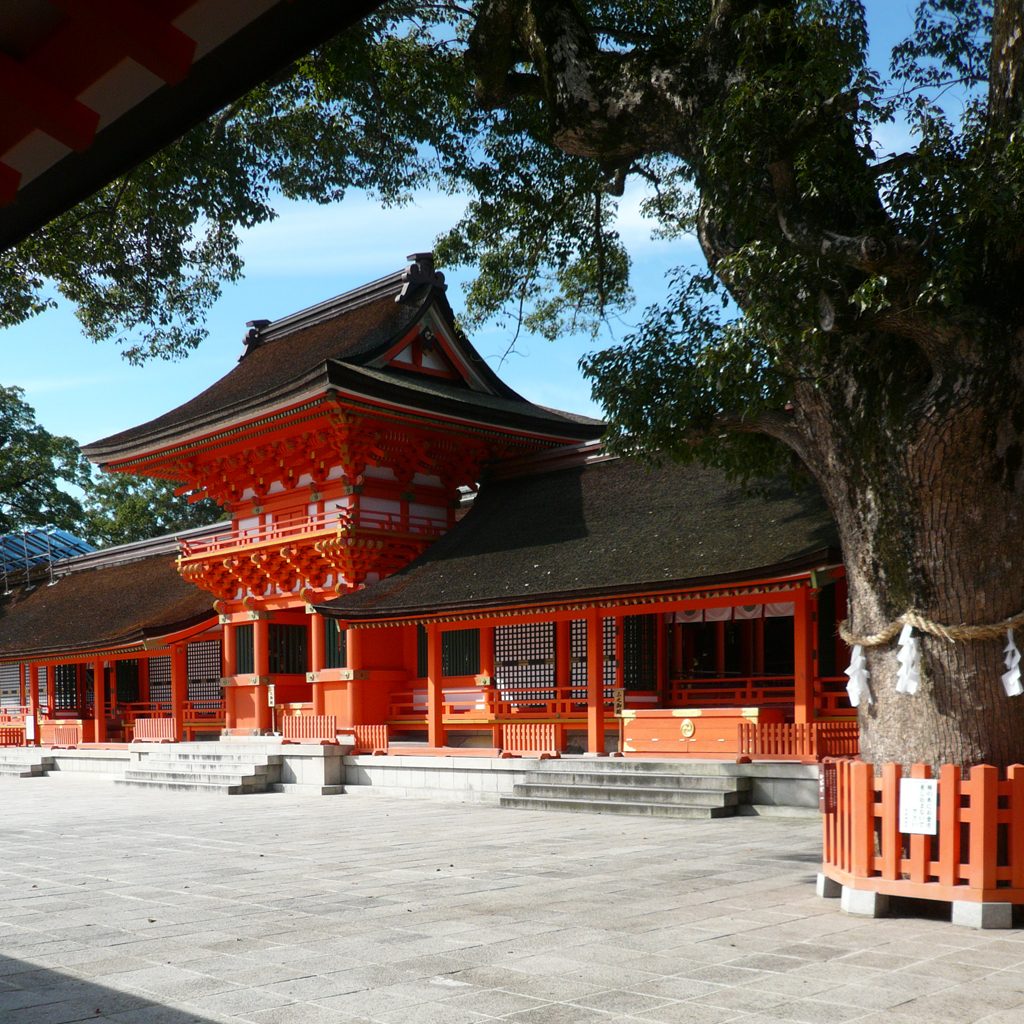
Usa Hachiman-gū est à présent un sanctuaire shinto après avoir aussi servi de temple

Une autre initiative précoce en vue de concilier le culte des kami avec le bouddhisme, consiste au huitième siècle (époque de Nara) en la fondation de ce qu'on appelle les jungū-ji (神宮寺) ou « sanctuaires-temples »,. L'utilisation dans un temple shintoïste d'objets religieux bouddhistes est jugée nécessaire, car les kami sont des êtres perdus, dans l'attente de leur libération par le pouvoir de Bouddha. On pense que les kami sont soumis au karma et à la réincarnation comme des êtres humains, et les premières histoires bouddhistes rapportent comment la tâche d'aider les kami souffrants est prise en charge par les moines errants. Un kami local apparaît en songe à un moine et lui fait part de sa souffrance. Afin d'améliorer le karma du kami par des rites et la lecture de sūtras, le moine construit un temple à côté du sanctuaire du kami. Semblables regroupements sont déjà créés au VIIe siècle, à Usa, Kyūshū par exemple où le kami Hachiman est adoré conjointement avec Miroku Bosatsu (Maitreya) à Usa Hachiman-gū.
À la fin de ce même siècle, dans ce qui est considéré comme la deuxième étape de la fusion, le kami Hachiman est déclaré divinité-protecteur du dharma et un peu plus tard, bodhisattva. Des sanctuaires commencent à lui être bâtis dans les temples, marquant ainsi une importante avancée dans le processus de fusion des cultes kami et bouddhistes. Quand est construit le grand Bouddha de Tōdai-ji à Nara, un sanctuaire pour Hachiman est également érigé dans les jardins du temple à cause d'un souhait exprimé par le kami lui-même selon la légende. Cette coexistence du culte du bouddhisme et des kami en religion comme en architecture se poursuit jusqu'à l'« ordre de séparation Bouddha-kami »  (神仏判然令, shinbutsu hanzen-rei) de 1868.

### Époque de Heian

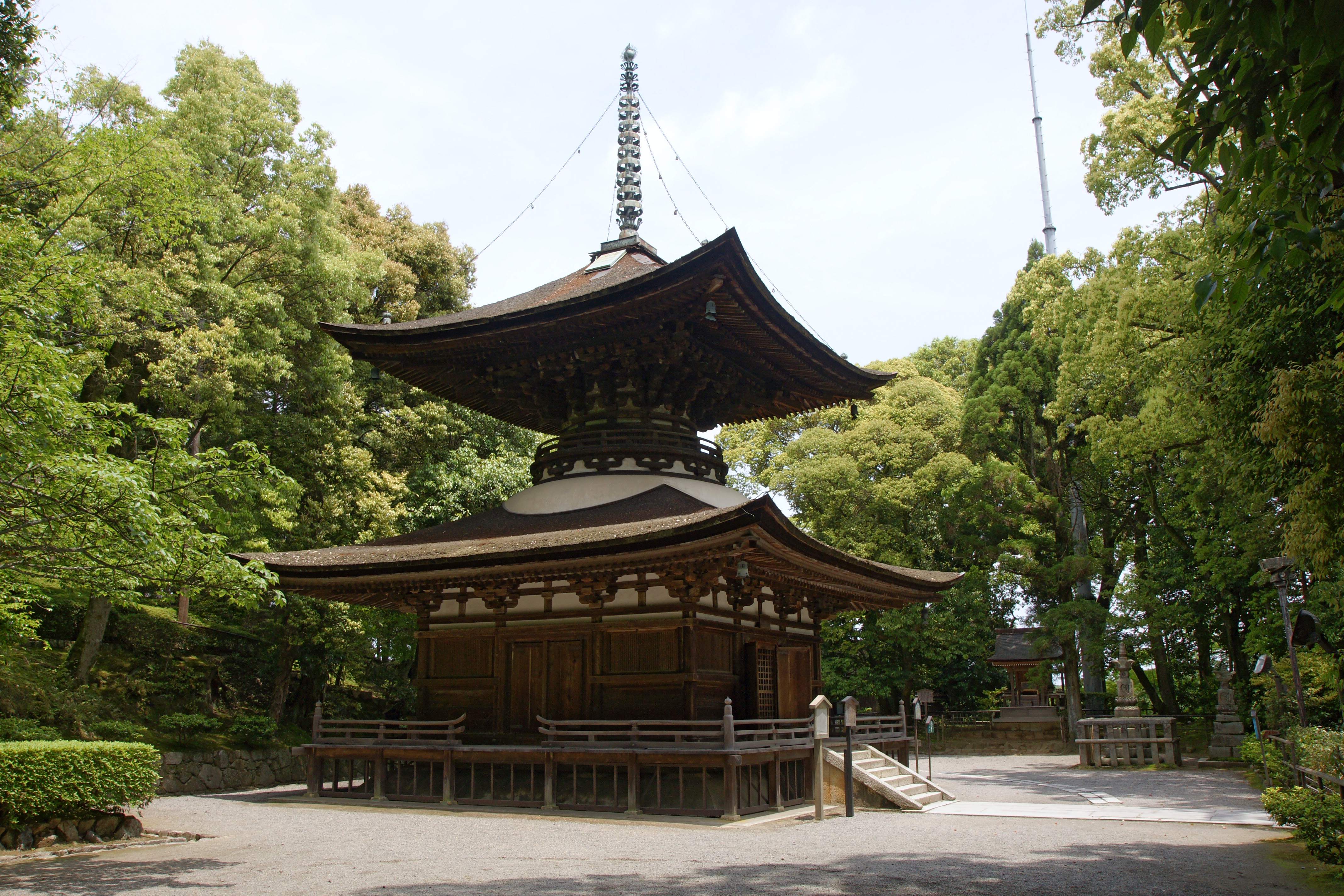
Le tahōtō est une invention de l'époque de Heian (Ishiyama-dera).

Au cours de la période Heian, le Bouddhisme s'imprègne encore davantage d'éléments japonais : Il découvre et assimile les croyances locales concernant les fantômes et les esprits (ce qu'on appelle les onrei et les mitama), et développe des caractères proches de la magie et de la sorcellerie qui lui permettent de pénétrer un large éventail de classes sociales. Sa fusion avec la croyance religieuse indigène s'accroît ensuite par la systématisation du syncrétisme du Bouddhisme avec les croyances religieuses locales (voir l'article honji suijaku et la théorie qui pose que les kami japonais sont tout simplement des dieux bouddhistes sous un nom différent). C'est dans cet environnement historique que Fujiwara no Michinaga et l'empereur retiré Shirakawa participent à la fondation de nouveaux temples, processus qui donne naissance à l'architecture Jōdo-kyō et au nouveau style architectural wayō.
Le début de l'époque de Heian (IXe et Xe siècles) voit une évolution des styles basée sur le Bouddhisme ésotérique des sectes Tendai et Shingon. Ces deux sectes suivent fidèlement la tradition architecturale Nanto Rokushū dans les plaines, mais développent un style original dans les régions montagneuses. Cette évolution est facilitée par la fusion syncrétique du Bouddhisme étranger avec les cultes locaux d'adoration de la montagne. Appelé wayō (和様, style japonais) pour le distinguer des styles chinois importés, il se caractérise par la simplicité, l'abstention de l'ornementation, l'utilisation du bois naturel et en général de matériaux simples. Structurellement, il se caractérise par une salle principale divisée en deux parties : une zone extérieure pour les novices et une zone intérieure pour les initiés; un toit à pignon couvrant les deux zones; un plancher surélevé en bois au lieu des planchers de tuiles ou de pierre des temples précédents; des avant-toits étendus pour couvrir les marches du perron; des bardeaux ou de l'écorce plutôt que des couvertures en tuiles et une disposition du garan s'adaptant à l'environnement naturel au lieu de suivre les dispositions symétriques traditionnelles,. C'est à cette époque que le tahōtō, tour à deux étages ayant une certaine ressemblance avec les stūpas indiens, est aussi introduit par ces sectes,. Selon une ancienne prophétie bouddhiste, le monde doit entrer dans une période sombre appelée mappō en 1051. Pendant cette période, la secte Tendai croit que l'illumination ne sera possible que grâce à la vénération d'Amida Buddha. Par conséquent, de nombreux prétendus « bâtiments du paradis » (ou d'Amida) tels que le bâtiment du phénix à Byōdō-in (1053), le bâtiment principal de Jōruri-ji (1157) et le bâtiment d'or à Chūson-ji (1124); — sont construits par la famille impériale ou des membres de l'aristocratie afin de recréer le paradis occidental d'Amida sur Terre,,,,,,,. Les bâtiments d'Amida consacrés aux neuf statues d'Amida sont populaires au XIIe siècle (fin de l'époque de Heian). La Grande Salle de Jōruri-ji est cependant le seul exemple d'une telle salle encore existante de nos jours,.

### Époques de Kamakura et de Muromachi
L'époque de Kamakura (1185–1333) voit l'arrivée au pouvoir de la caste des guerriers qui exprime dans son architecture religieuse ses besoins et ses goûts. Le Zen arrive au Japon en provenance de Chine et la secte Jōdō devient indépendante. En architecture, cette période est caractérisée par la naissance de conceptions nouvelles et rationnelles.
Le style daibutsu (大仏様, daibutsuyō, lit. « style grand Bouddha ») et le style zen (禅宗様, zenshūyō, lit. « style de la secte Zen ») apparaissent à la fin du XIIe siècle ou au début du XIIIe siècle.
Le premier, introduit par le prêtre Chōgen, est basée sur l'architecture de la dynastie Song et représente l'antithèse du style wayō, simple et traditionnel. Le nandaimon de Tōdai-ji et le bâtiment Amida à Jōdo-ji sont les seuls exemples encore existants de ce style,,. Appelé à l'origine tenjikuyō (天竺様, lit. « style indien »), il a été rebaptisé daibutsuyou　(大仏様) au XXe siècle par l'universitaire Ōta Hirotarō parce que ce style n'a précisément rien d'indien. Ōta a imaginé ce nom à partir de l’œuvre de Chōgen, en particulier le daibutsuden de Tōdai-ji.
Le style Zen s'appelle à l'origine kara-yō (唐様, « style chinois ») et, comme le style daibutsu, a été renommé par Ōta. Ses caractéristiques sont des sols en terre, des toits en pente subtilement courbés (mokoshi) et des toits principaux en courbes prononcées, des fenêtres en ogive (katōmado) et des portes en panneaux,. Le shōrō à Tōdai-ji, le bâtiment du fondateur à Eihō-ji et le shariden au Engaku-ji sont représentatifs de ce style. Le Garan Zen n'a généralement pas de pagode et, quand cela arrive, elle est reléguée à une position périphérique.
Ces trois styles (wayō, daibutsuyō et zen'yō) se combinent souvent durant l'époque Muromachi (1336–1573), donnant naissance au style appelé « style éclectique » (折衷様, setchūyō), qu'illustre le bâtiment principal à Kakurin-ji,. L'association des styles wayō et daibutsuyō en particulier devient si fréquente qu'elle est parfois appelée shin-wayō (新和様, « nouveau wayō ») par les spécialistes. L'architecture bouddhiste japonaise atteint l'apogée de son développement à la fin de l'époque Muromachi (fin du XVIe siècle). Les méthodes de construction sont perfectionnées et les types de construction conventionnels.

### Époques Azuchi-Momoyama et Edo

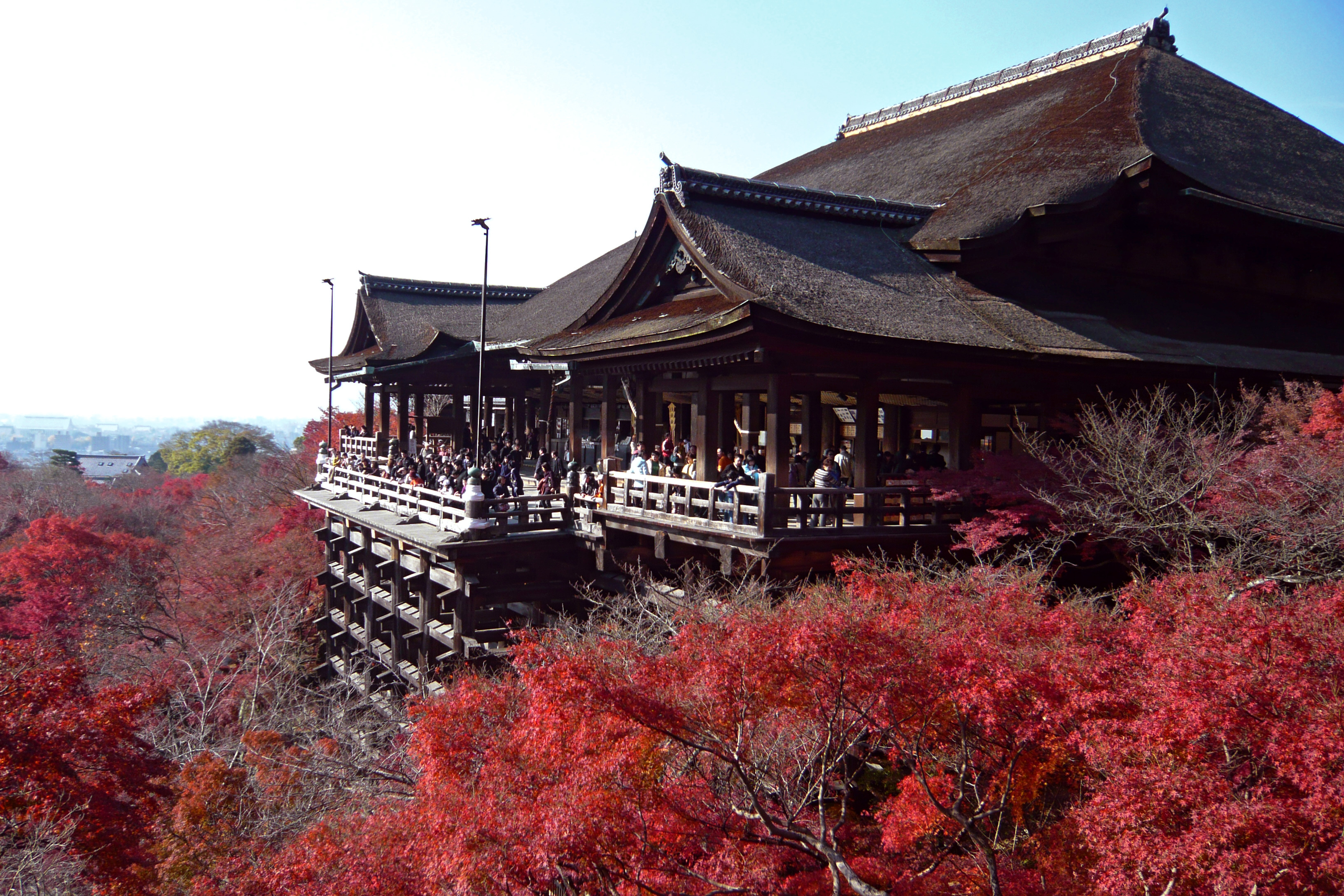
Le bâtiment principal du Kiyomizu-dera, Kyoto

Après les turbulences de l'époque Sengoku et l'établissement du shogunat Tokugawa en 1603, de vieux temples comme Hieizan, Tō-ji et Tōdai-ji perdent de leur puissance et les écoles bouddhiques sont dépassées en influence par le Nichiren Shū et le Jōdo-shū. L'époque d'Edo est une période de ferveur de construction sans précédent dans l'architecture religieuse. Le nombre de fidèles venus pour la prière ou en pèlerinage augmente de sorte que les conceptions changent pour tenir compte de leurs besoins et des efforts sont faits pour captiver leur attention. Les sectes anciennes se limitent à faire revivre les styles et les idées du passé tandis que les nouvelles disposent de grands espaces et présentent des conceptions complexes. Les deux, en dépit de leurs différences, ont en commun le recours à la splendeur et à l'excès. Les premiers temples pré-modernes sont sauvés de la monotonie par des détails structuraux élaborés, l'emploi de pignons karahafu ondulant et l'utilisation de bâtiments de taille monumentale. Alors que la conception structurelle tend à devenir progressivement plus rationnelle et efficace, la surface des édifices religieux fait tout le contraire, devenant de plus en plus élaborée et complexe. Après que le milieu de l'époque d'Edo a passé son zénith, l'architecture religieuse finit par répéter de vieilles idées, perd son esprit d'innovation et entame son déclin final. Le karamon du Hōgon-ji et le bâtiment principal (hon-dō) du Kiyomizu-dera, sont des exemples représentatifs de l'architecture religieuse des époques Momoyama (1568–1603) et Edo (1603–1868).

### Ère Meiji
En 1868, le gouvernement promulgue sa politique de séparation des bouddhas et des kami appelée shinbutsu bunri avec des conséquences catastrophiques pour l'architecture des temples et des sanctuaires. Jusqu'àlors, le syncrétisme des kami et des bouddhas avait posé peu de problèmes et apporté une certaine harmonie entre les fidèles des deux religions. Parce que de nombreuses structures sont devenues illégales là où elles se trouvent, comme les pagodes bouddhistes dans l'enceinte des sanctuaires shintoïstes, elles doivent être détruites selon la lettre de la loi. Environ 30 000 bâtiments bouddhistes sont démolis entre 1868 et 1874. Le Bouddhisme s'est finalement relevé dans de nombreuses régions du pays, mais dans d'autres par contre, notamment dans la préfecture de Kagoshima, il y a encore une quasi-absence de structures bouddhistes. Grâce au système syncrétique, de nombreuses coutumes ont évolué qui sont encore en pratique et sont mieux comprises dans le contexte syncrétique,.

## Caractéristiques communes des temples
- butsuden ou butsu-dō (仏殿・仏堂);– lit. « bâtiment du Bouddha ».
  - bâtiment principal d'un temple Zen. Semble avoir deux niveaux, mais n'en a en fait qu'un seul qui mesure 3x3 ou 5x5 baies.
  - tout bâtiment qui consacre la statue de Bouddha ou d'un bodhisattva et qui est voué à la prière[43].
- chinjusha (鎮守社/鎮主社);– petit sanctuaire construit dans un temple bouddhiste et dédié à son kami tutélaire[43].
- chōzuya (手水舎);– fontaine près de l'entrée d'un sanctuaire et temple où les fidèles peuvent se laver les mains et la bouche avant le culte[44].
- chūmon (中門);– dans un temple, porte après le naindaimon relié au kairō[43]. Voir aussi mon.
- dō (堂);– lit. « bâtiment ». Suffixe pour le nom des bâtiments qui font partie d'un temple. Le préfixe peut être le nom d'une divinité qui lui est associée (e.g. Yakushi-dō, ou bâtiment Yakushi) ou exprimer la fonction du bâtiment au sein du complexe du temple (e.g. hon-dō, ou bâtiment principal). Voir aussi butsu-dō, hō-dō, hon-dō, jiki-dō, kaisan-dō, kō-dō, kon-dō, kyō-dō, mandara-dō, miei-dō, mi-dō, sō-dō, Yakushi-dō et zen-dō.
- garan;– Voir shichi-dō garan.
- hattō (法堂);– lit. « bâtiment du dharma ». Bâtiment consacré à des conférences données par le prêtre en chef sur les Écritures du Bouddhisme (le hō)[43].
- hōjō (方丈);– les quartiers d'habitation du prêtre responsable d'un temple Zen[44].
- Hokke-dō (法華堂);– lit. « bâtiment du sūtra du lotus ». Dans le Bouddhisme Tendai, salle dont la disposition permet la marche autour d'une statue pour la méditation[44]. Le but de la marche est de se concentrer sur le Hokekyō et de chercher la vérité ultime[44].
- honbō (本坊);– résidence du jushoku, prêtre en chef d'un temple[44].
- kairō (回廊・廻廊);– passage long et couvert semblable à un portique et reliant deux bâtiments[44].
- kaisan-dō (開山堂);– salle du fondateur, habituellement dans un temple zen. Salle consacrant une statue, un portrait ou une plaque commémorative du fondateur du temple ou de la secte à laquelle il appartient. Les temples de la secte Jōdo l'appellent souvent miei-dō[44].
- karamon (唐門);– terme générique pour une porte avec un toit voûté[44]. Voir aussi mon.
- karesansui (枯山水);– lit. « paysage sec ». Jardin japonais de roches, souvent présent dans les temples Zen et parfois dans les temples d'autres sectes
- katōmado (華頭窓);– fenêtre en forme de cloche développée à l'origine dans les temples Zen en Chine, mais largement utilisée par les autres sectes bouddhiques ainsi que dans les bâtiments laïcs.
- kon-dō (金堂);– lit. « bâtiment d'or », c'est la principale construction d'un garan, elle abrite le principal objet de vénération[44]. Contrairement à un butsuden, c'est un bâtiment à deux niveaux (bien que le deuxième étage peut parfois être absent) mesurant 9x7 baies[44].
- konrō (軒廊);– couloir couvert entre deux bâtiments
- korō or kurō (鼓楼);– tour abritant un tambour qui marque le passage du temps. D'ordinaire situé en face du shōrō et à côté du kō-dō, le' tambour est maintenant conservé dans le rōmon[43].
- kuin* (庫院);– cuisine, bureaux d'un garan Zen. Bâtiment abritant les cuisines, les dépendances et les bureaux d'un temple[43]. Généralement situé à l'avant et vers le côté du butsuden, en face du sō-dō. Également appelé kuri.
- kuri (庫裏);– voir kuin
- kyō-dō (経堂);– voir kyōzō.
- kyōzō (経蔵);– lit. « entrepôt des Écritures ». Dépôt des sūtra et des livres relatifs à l'histoire du temple[44]. Également appelé kyō–dō.
- miei-dō (御影堂);– lit. « salle de l'image ». Bâtiment qui abrite une image du fondateur du temple, équivalent au kaisan-dō d'une secte Zen[44].
- mi-dō (御堂);– terme générique honorifique pour un bâtiment qui consacre une statue sacrée[44].
- Miroku Nyorai (弥勒如来);–, nom japonais de Maitreya.
- mon (門);– porte d'un temple qui peut être appelée selon sa position (nandaimon: lit. « grande porte du sud »), son bâtiment (nijūmon: « porte à deux étages »), une déité (niōmon: lit. « port de nio ») ou son usage (onarimon: lit. « porte de la visite impériale », porte réservée à l'empereur). La même porte peut donc être décrite en utilisant plus d'un terme. Un Niōmon par exemple peut en même temps être aussi un nijūmon.
- nandaimon (南大門);– la principale porte du sud d'un temple, en particulier celle du Tōdai-ji à Nara[44]. Voir aussi mon.
- nijūmon (二重門);– porte à deux étages avec un toit entourant le premier étage[44]. Voir aussi mon.
- Niōmon (仁王門 ou 二王門);– grande porte à deux étages gardée par deux statues en bois appelés niō[44]. Voir aussi mon.
- noborirō (登廊);– un escalier couvert de Hase-dera à Nara.
- pagode;– voir stupa et tō.
- sai-dō (斎堂);– réfectoire dans un temple zen ou un monastère[43]. Voir aussi jiki-dō.
- sandō （参道）- parcours menant d'un torii à un sanctuaire. Le terme est aussi utilisé parfois dans les temples bouddhistes.
- sanmon (三門 ou 山門);– porte en face du butsuden[44]. Le nom est une abréviation de Sangedatsumon (三解脱門?), lit. « porte des trois libérations »[44]. Ses trois ouvertures (kūmon (空門?), musōmon (無相門?) et muganmon (無願門?)) symbolisent les trois niveaux de l'éveil[44]. En y pénétrant, on peut se libérer des trois passions (貪 ton, (cupidité), 瞋 shin, (haine) et 癡 chi, (folie)). Voir aussi mon. Sa taille dépend du rang du temple. (voir photos.)
- sanrō (山廊);– petites constructions aux extrémités d'une porte zen à deux niveaux contenant l'escalier vers le second étage.
- sekitō (石塔);– pagode en pierre (stupa)[43]. Voir aussi tō
- shichidō garan (七堂伽藍);– double terme composé signifiant littéralement « sept bâtiments » (七堂) et bâtiments (du temple) (伽藍). Ce qui est compté dans le groupe de sept bâtiments ou shichidō, peut varier considérablement d'une temple à l'autre et d'une école à l'autre. Dans la pratique, shichidō Garan peut aussi signifier tout simplement un grand complexe.
  - Nanto Rokushū et école bouddhistes non-Zen ultérieures : dans ce cas, le shichidō garan comprend un kon-dō, un tō, un kō-dō, un shōrō, un jiki-dō, un sōbō et un kyōzō[43].
  - Écoles Zen : un shichidō garan zen comprend un butsuden ou butsu-dō, un hattō, un ku'in, un sō-dō, un sanmon, un tōsu et un yokushitsu[43].
- shoin (書院);– à l'origine une étude et un lieu pour les conférences sur le sutra dans un temple, plus tard le terme signifie seulement une étude[43].
- shōrō (鐘楼);– beffroi d'un temple, construction à laquelle une cloche est suspendue.
- sōbō (僧坊);– quartier d'habitation des moines dans un garan non zen.
- sō-dō (僧堂);– lit. « bâtiment du moine ». Bâtiment consacré à la pratique du zazen[43]. Il sert à toutes sortes d'activités, du repas au sommeil, centrées sur le zazen.
- sōmon (総門);– porte à l'entrée d'un temple[43]. Il précède le sanmon, plus grand et plus important. Voir aussi mon.
- sōrin (相輪);– flèche s'élevant du centre du toit de certains bâtiments du temple, étagée comme une pagode.
- sotoba or sotōba (卒塔婆);– translittération du sanskrit stupa.
  - pagoda. Tour avec un nombre impair d'étages (trois, cinq, sept, neuf ou treize). Voir aussi stupa et tō.
  - bandelettes de bois laissées derrière les tombes lors des cérémonies annuelles (tsuizen) symbolisant un stupa[43]. La partie supérieure est segmentée comme une pagode et porte des inscriptions en sanskrit, des sutras et le kaimyō (nom posthume) du défunt.

En japonais moderne, sotoba a généralement ce dernier sens.
- stupa – à l'origine un récipient pour les reliques de Bouddha, plus tard aussi un réceptacle pour les Écritures et d'autres reliques. Sa forme s'est modifiée dans l'Extrême-Orient sous l'influence de la tour de guet chinoise pour former des structures en forme de tour comme le Tōbuttō, le gorintō, le hōkyōintō, le sekitō, le tō ou le beaucoup plus simple sotoba en forme de bâton de bois[44].
- tatchū (塔頭 or 塔中)
  - dans les temples zen, bâtiment contenant une pagode consacrant les cendres d'un prêtre important[44].
  - devient plus tard un temple subsidiaire ou un temple mineur dépendant d'un plus grand[44].
  - finalement il devient aussi un temple subsidiaire en tant que temple familial (bodaiji) d'une famille importante[44].
- tahōtō (多宝塔);– pagode à deux niveaux avec un rez-de-chaussée ayant un plafond en forme de dôme et un toit carré, un deuxième étage circulaire et des toits carrés[44].
- tesaki (手先);– Terme utilisé pour compter les supports de toit (tokyō (斗きょう)) en saillie du mur d'un temple, le plus souvent composé de deux crans (futatesaki (二手先）)) ou trois (mitesaki 三津手先)[44].
- tokyō (斗きょう);– voir tesaki.
- torii (鳥居)- porte emblématique shintoïste à l'entrée d'un espace sacré, le plus souvent, mais pas toujours, un sanctuaire. Des sanctuaires de tailles différentes peuvent se trouver à côté ou à l'intérieur des temples.
- tōrō (灯籠);– lanterne à un sanctuaire ou à un temple bouddhiste. Certaines de ses formes sont influencées par le gorintō.
- -tō (塔)
  - une pagode est une évolution du stupa. Après avoir atteint la Chine, le stupa évolue en une tour avec un nombre impair d'étages (trois, cinq, sept, neuf ou treize) sauf le tahōtō qui n'en a qu'un[44].
  - Le mot est utilisé en association en tant que suffixe d'un chiffre indiquant le nombre de niveaux d'une pagode (trois niveaux = san-jū-no-tō, cinq niveaux = go-jū-no-tō, sept niveaux = nana-jū-no-tō, etc).
- tōsu or tōshi (東司);– toilettes d'un monastère[44].
- Yakushi-dō (薬師堂);– bâtiment qui consacre une statue de Bhaisajyaguru[44]* .
- yokushitsu*  (浴室);– bains d'un monastère[44].
- zen-dō (禅堂);– lit. « bâtiment du zen »[44]. Bâtiment dans lequel les moines pratiquent le zazen et l'un des principales constructions d'un garan Zen[44].

## Galerie d'images

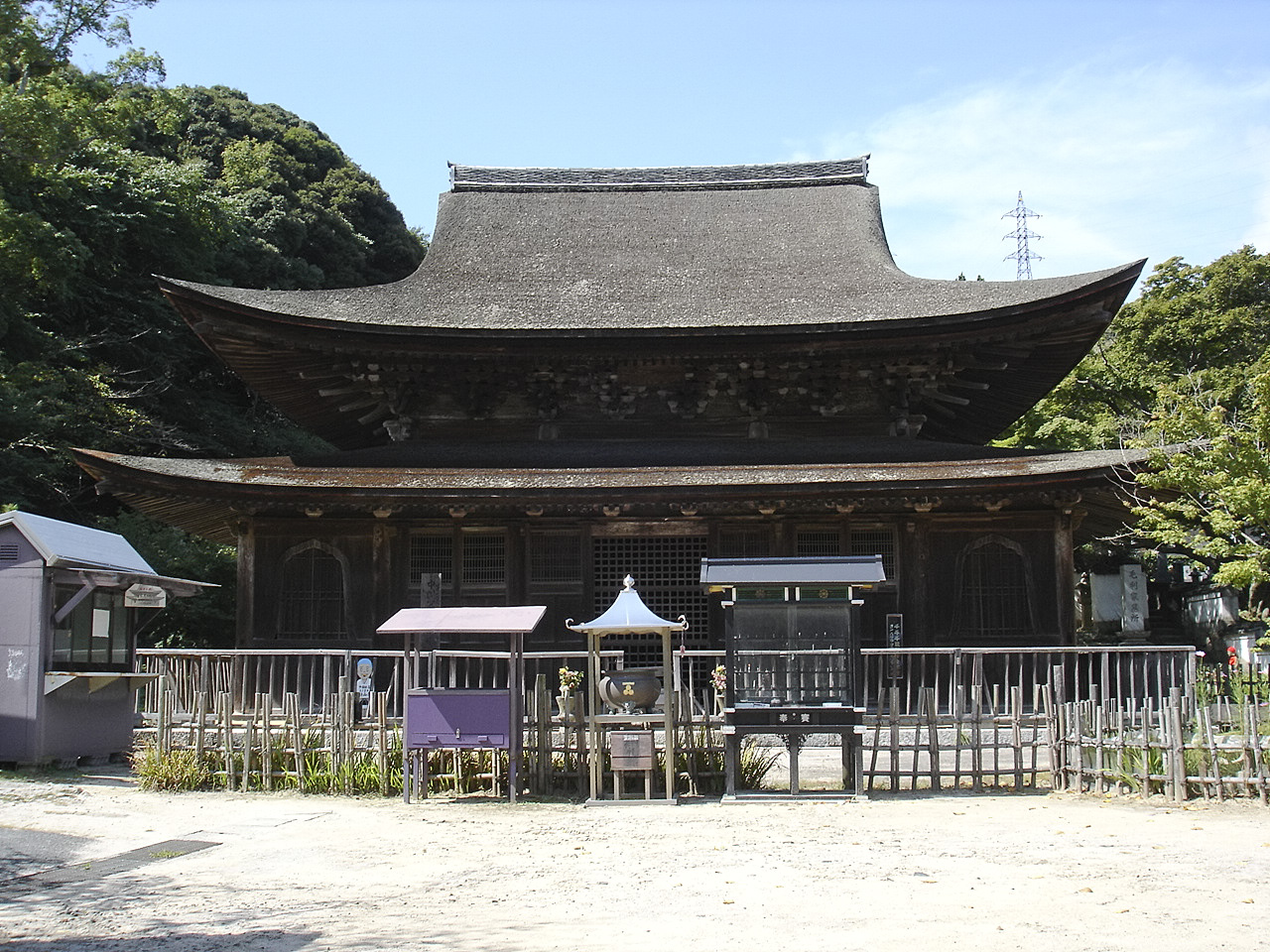
Butsuden du Kōzan-ji in Shimonoseki
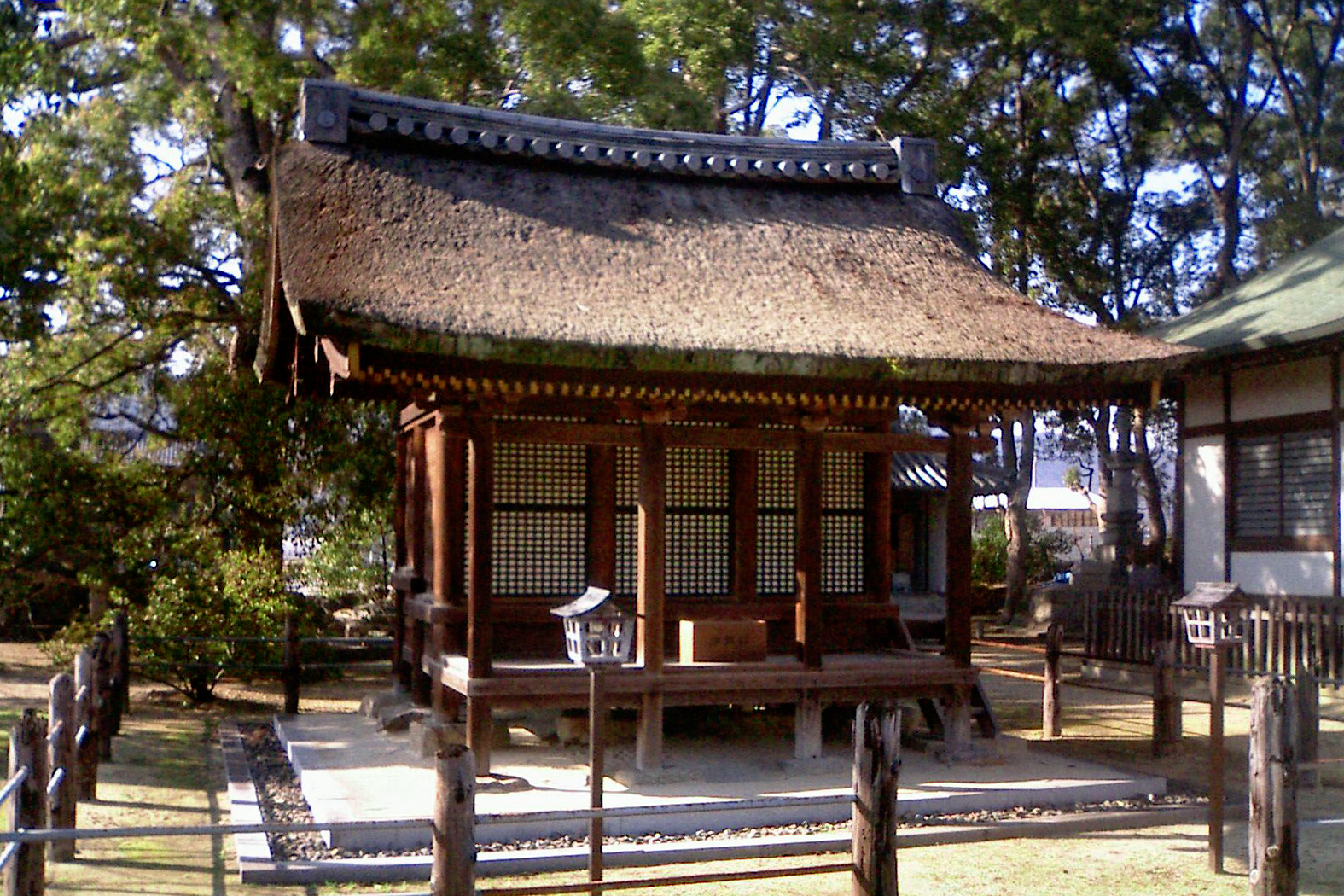
chinjū-dō du Motoyama-ji
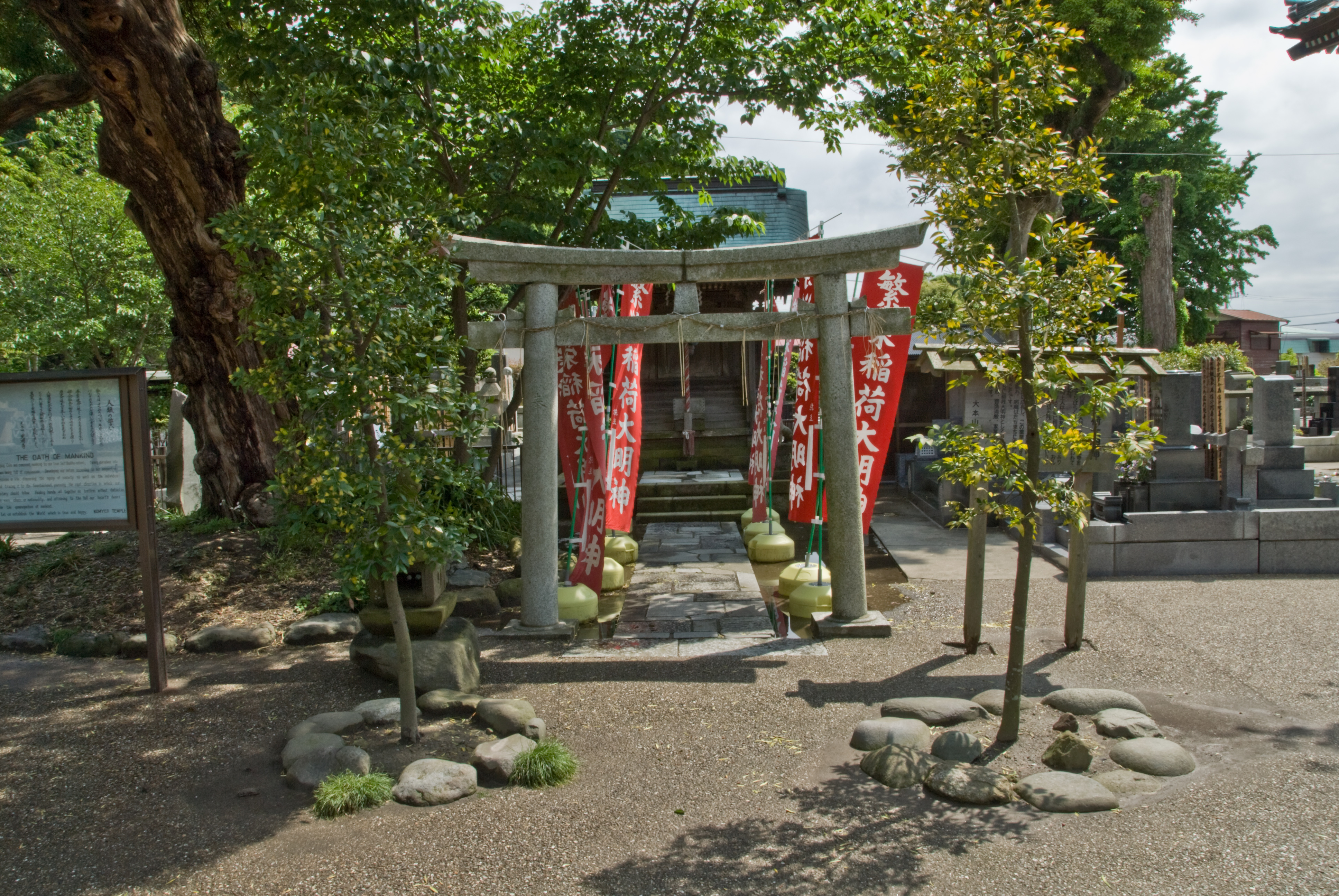
chinjusha du Kōmyō-ji
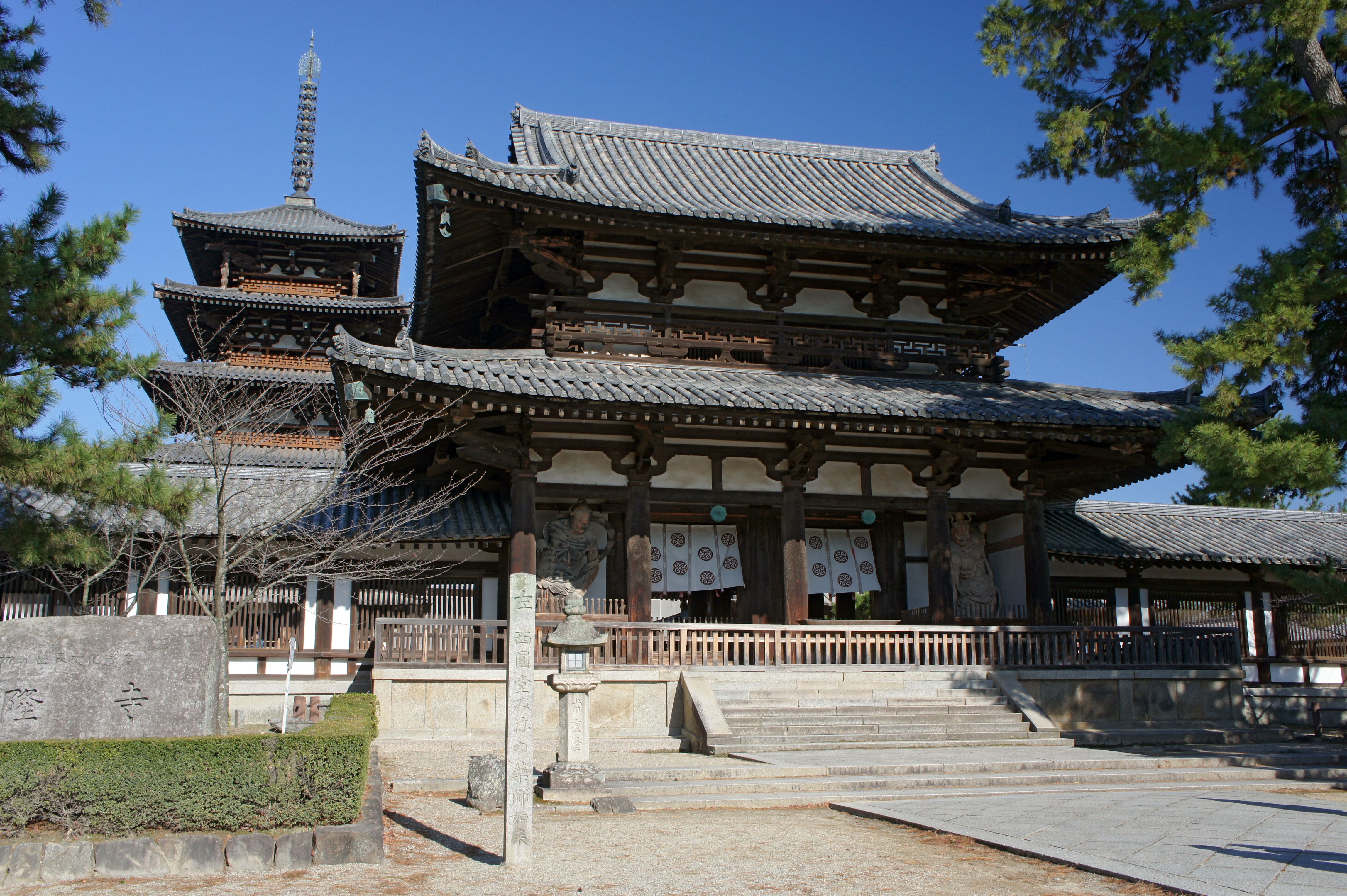
Chūmon au Hōryū-ji
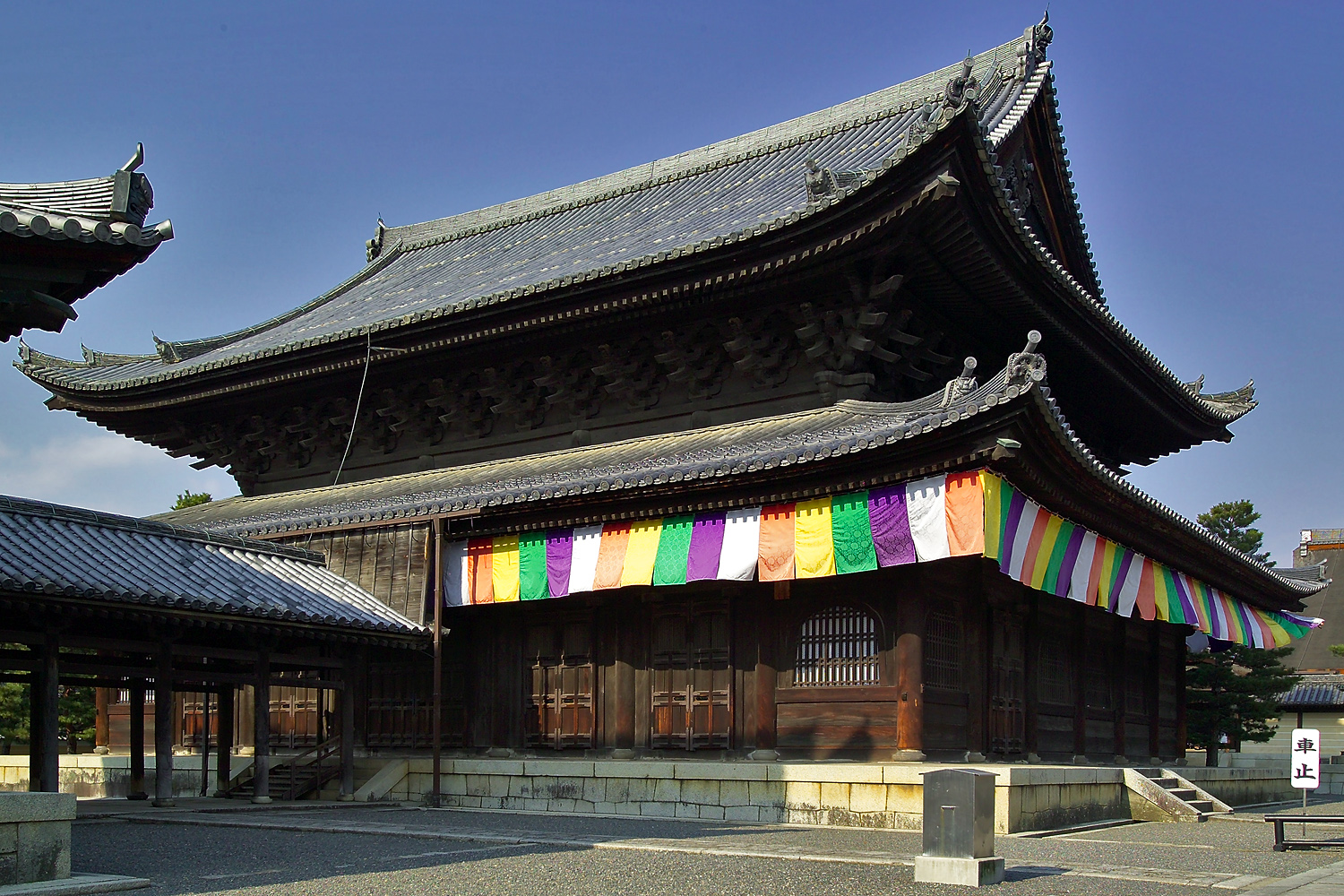
hattō du Myōshin-ji
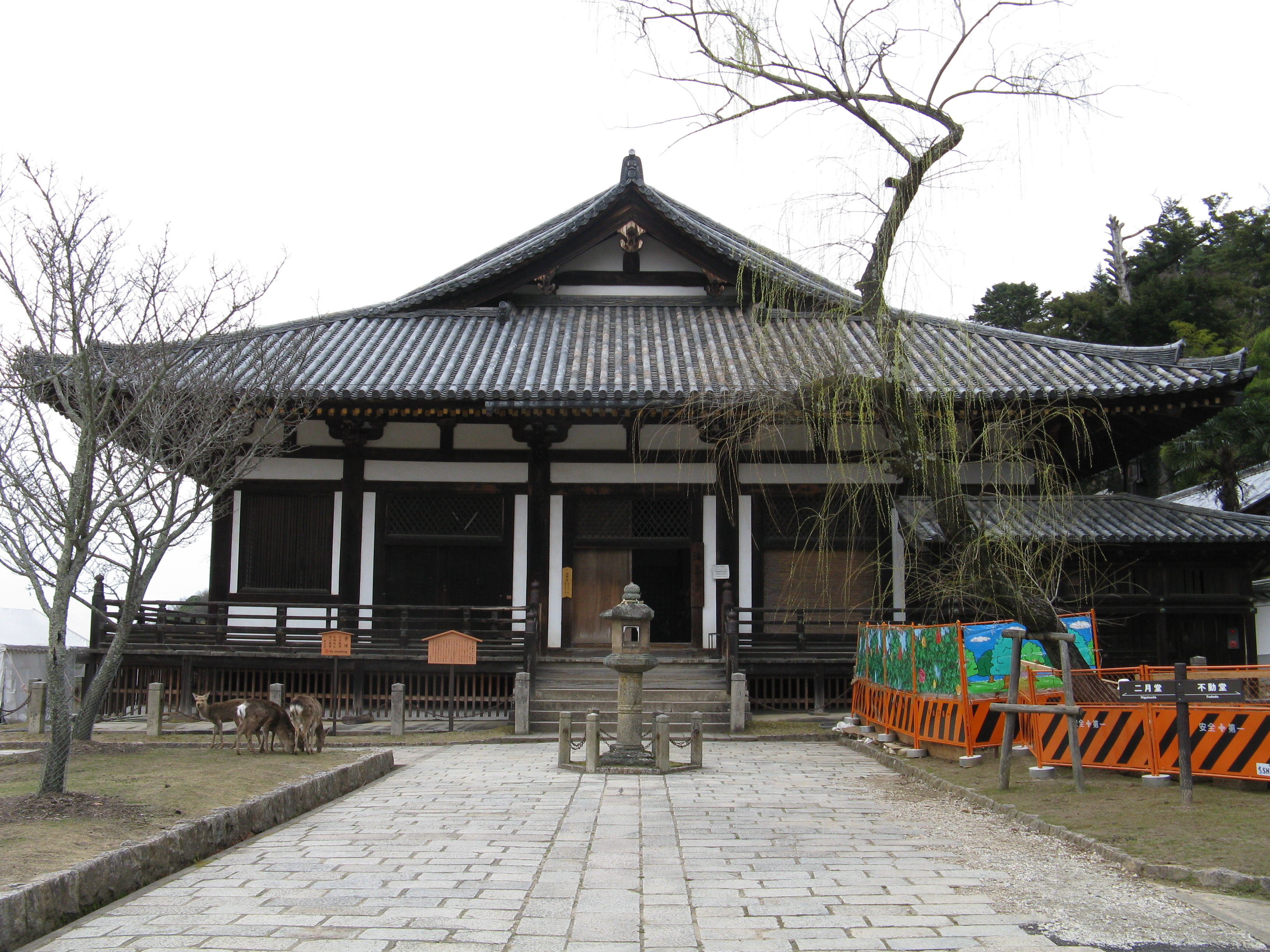
Hokke-dō du Tōdai-ji
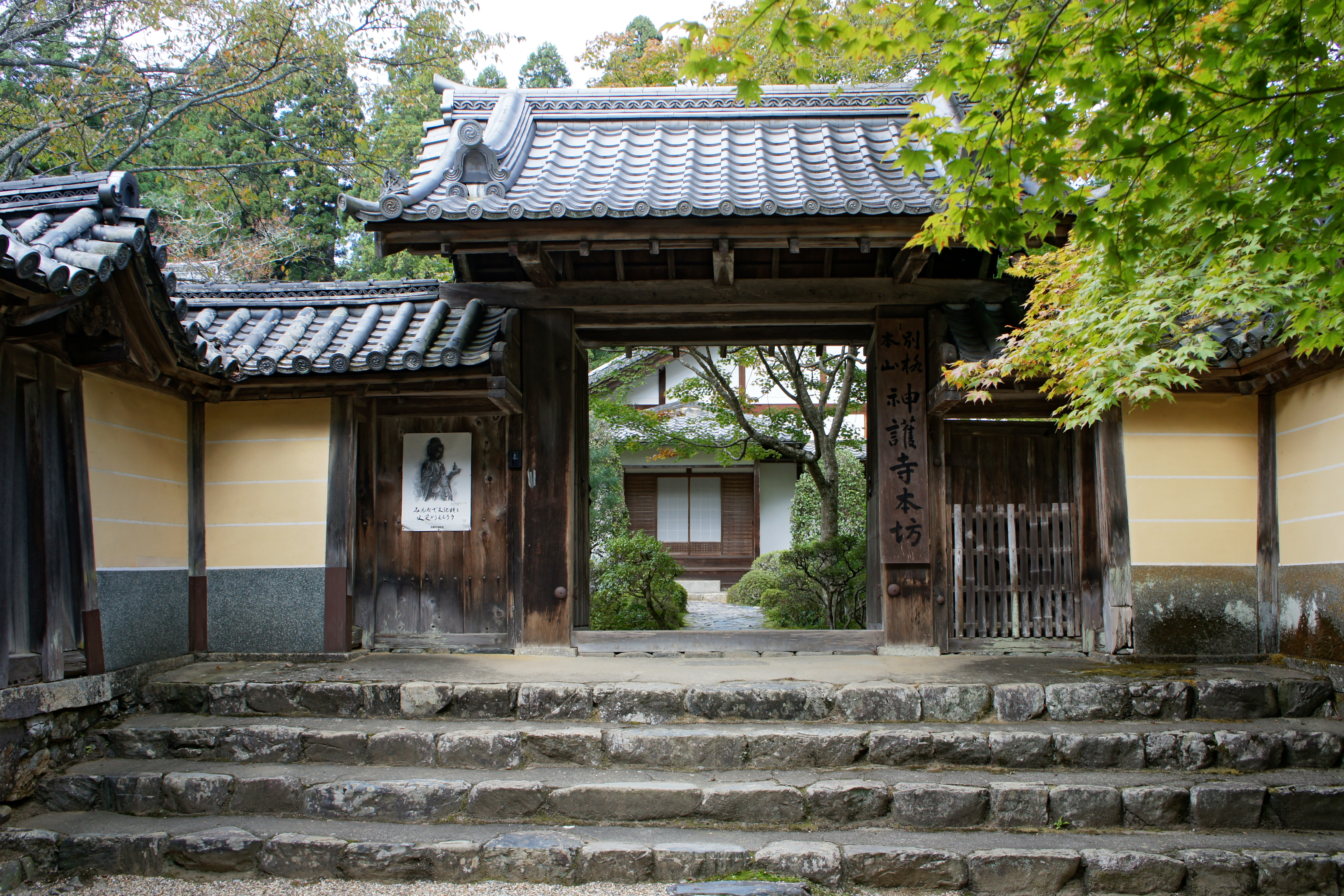
hon-dō du Jingo-ji
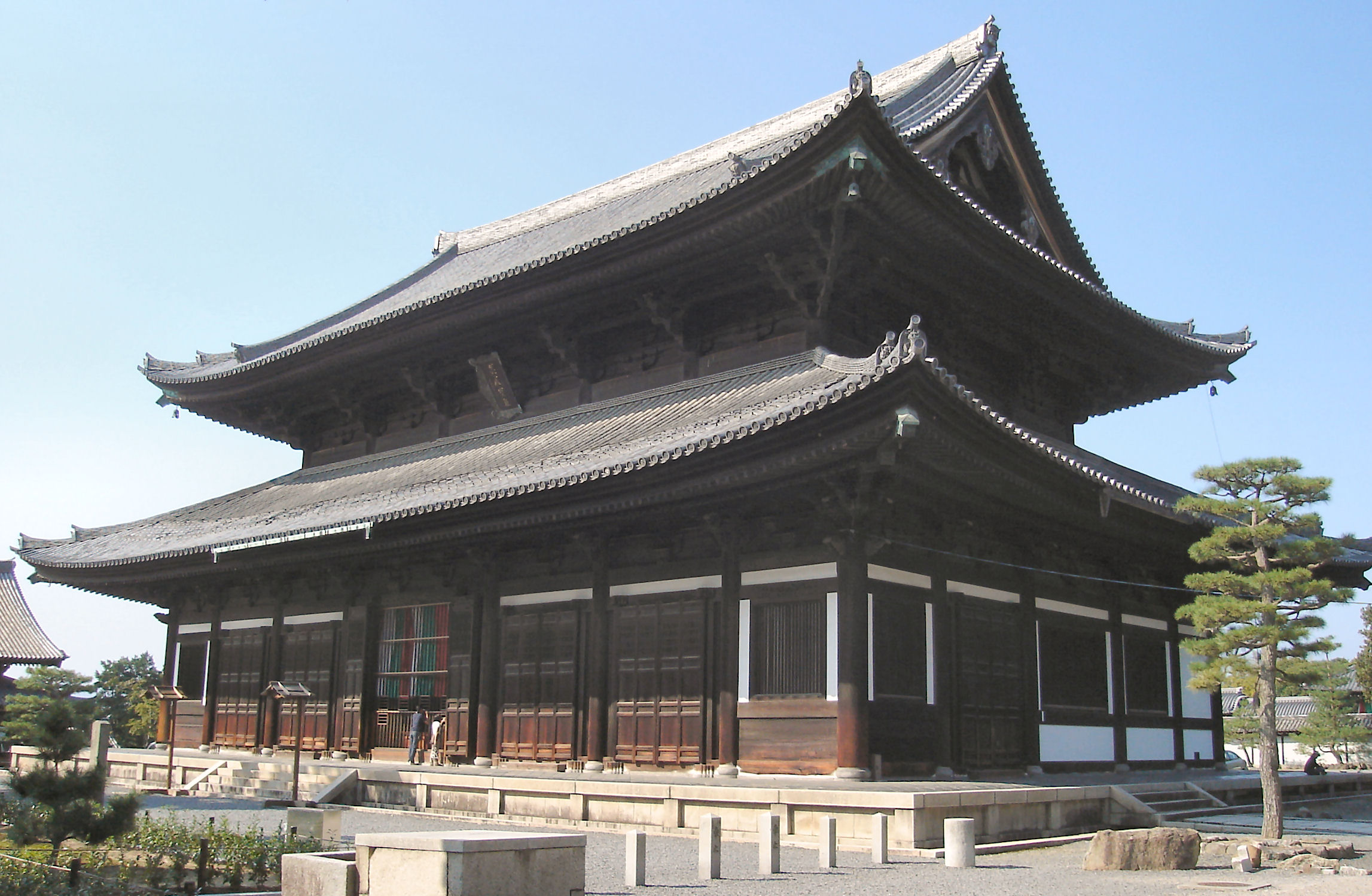
hon-dō du Tofuku-ji
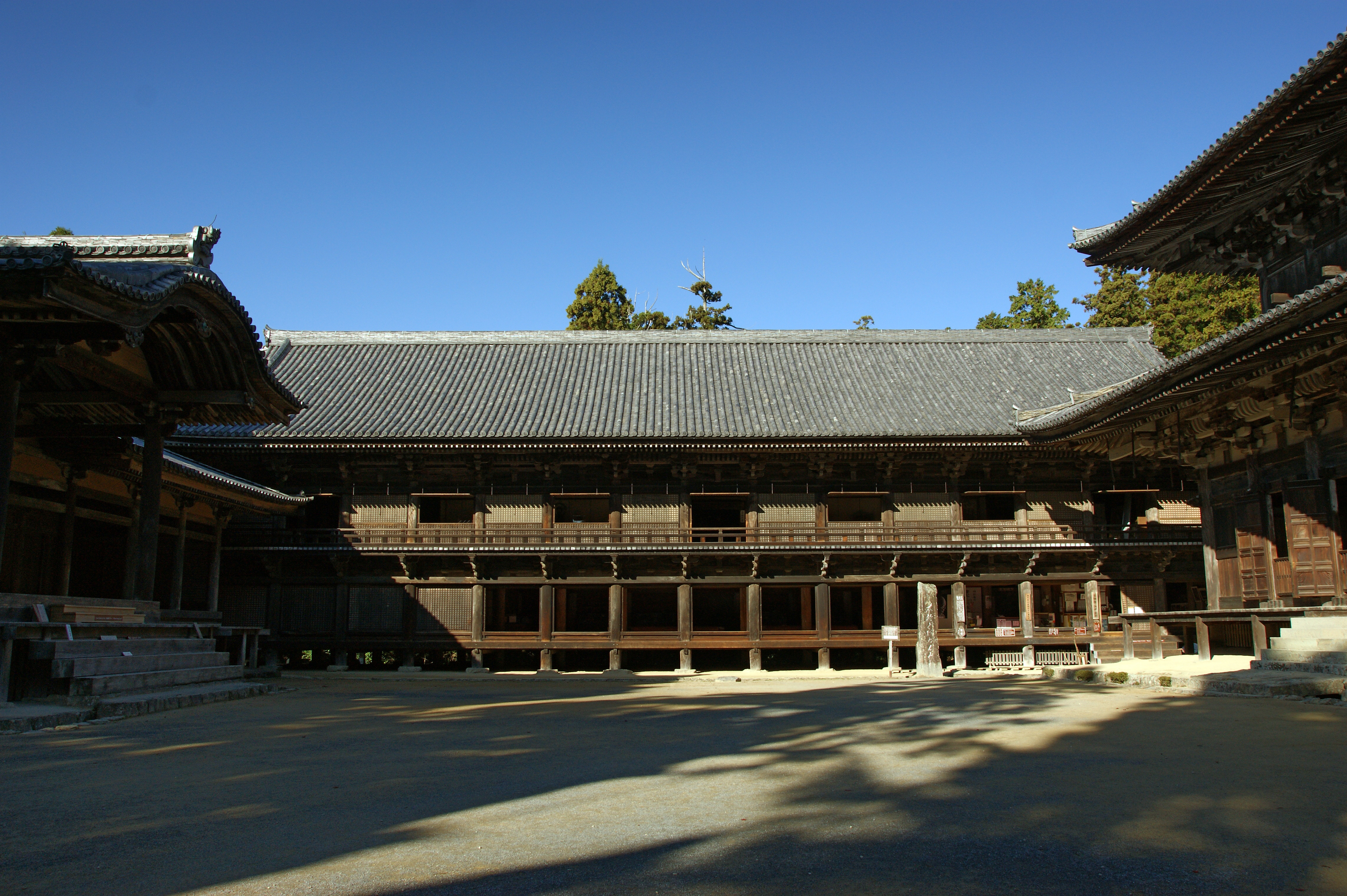
jiki-dō du Engyō-ji
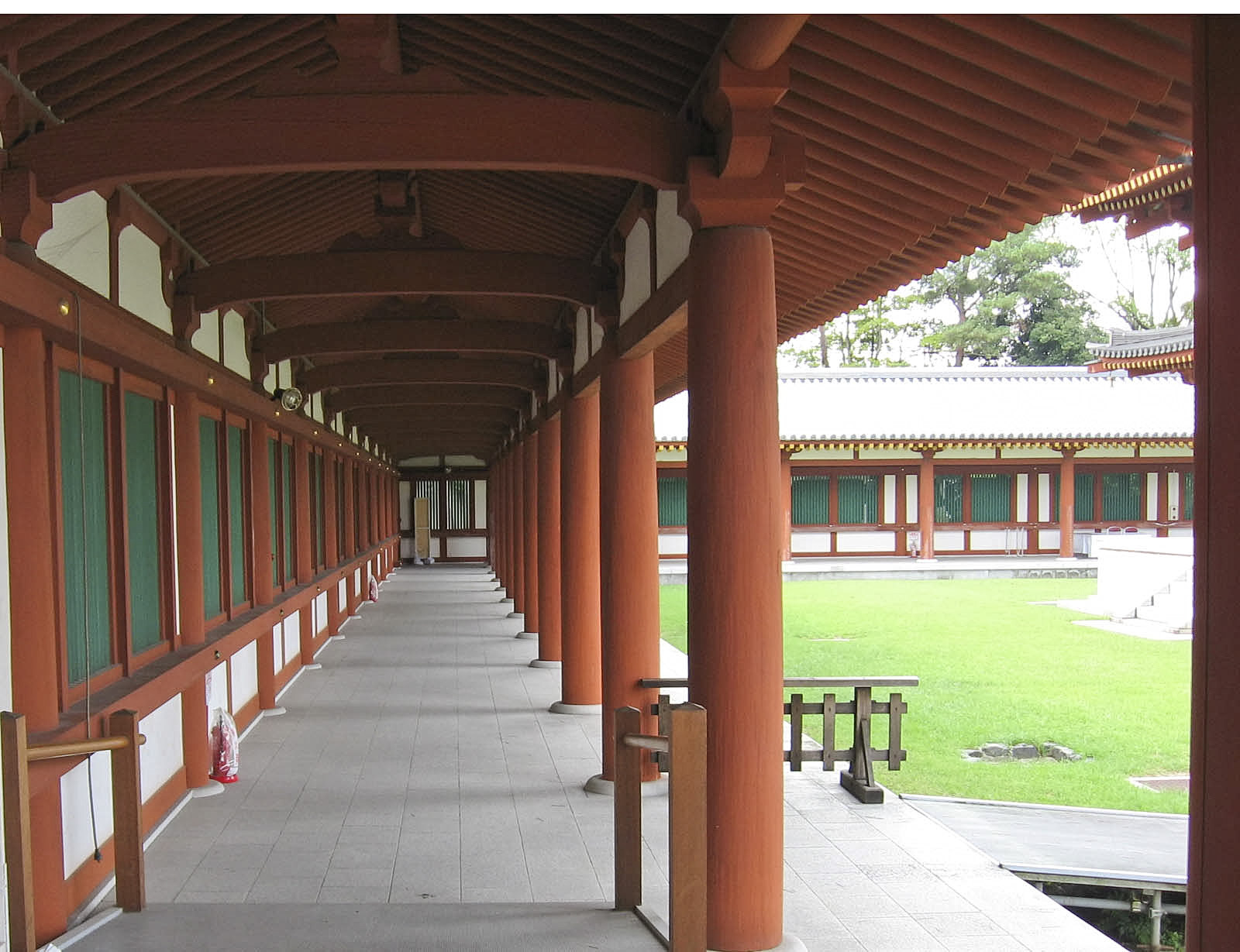
kairō du Yakushi-ji
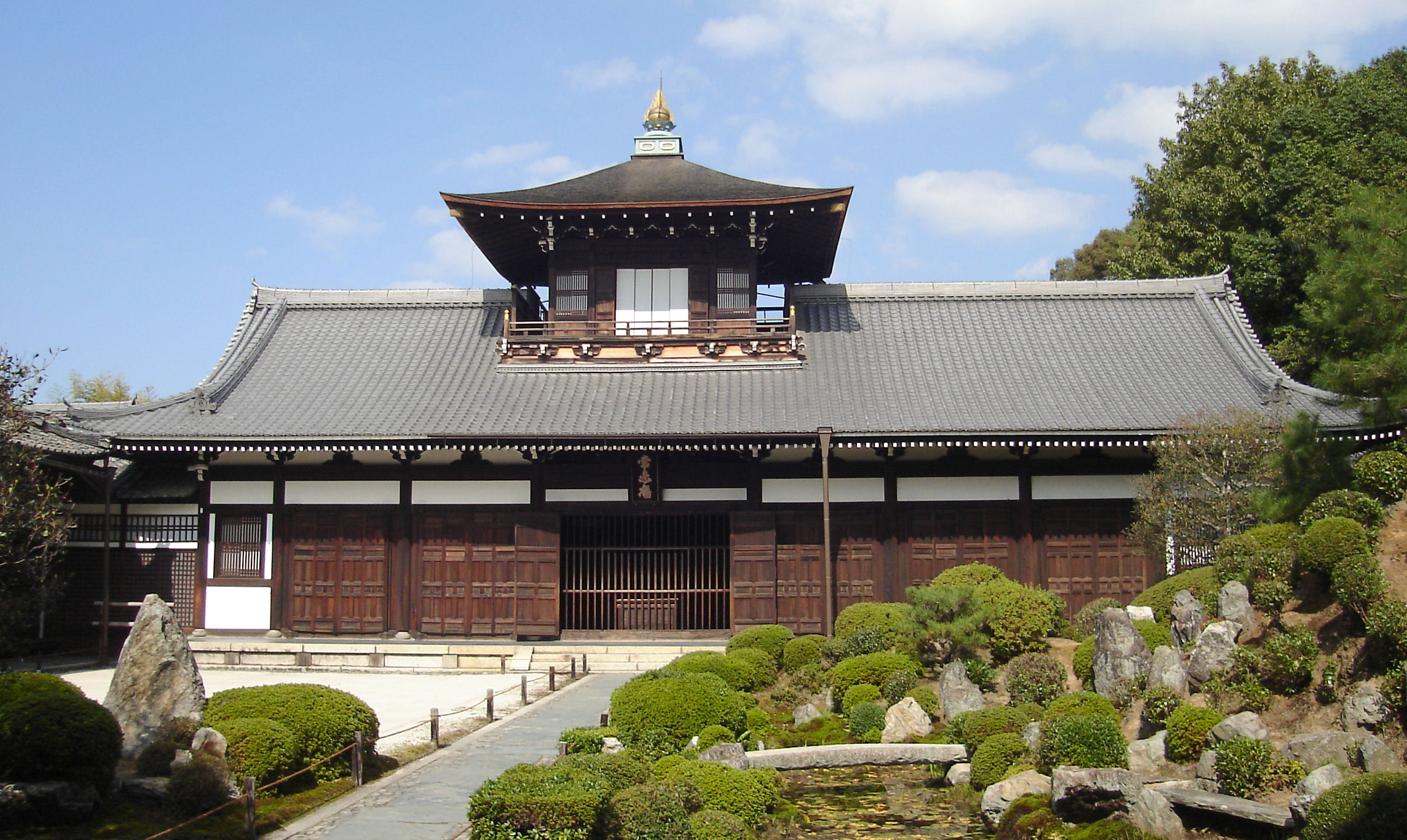
kaisan-dō du Tōfuku-ji
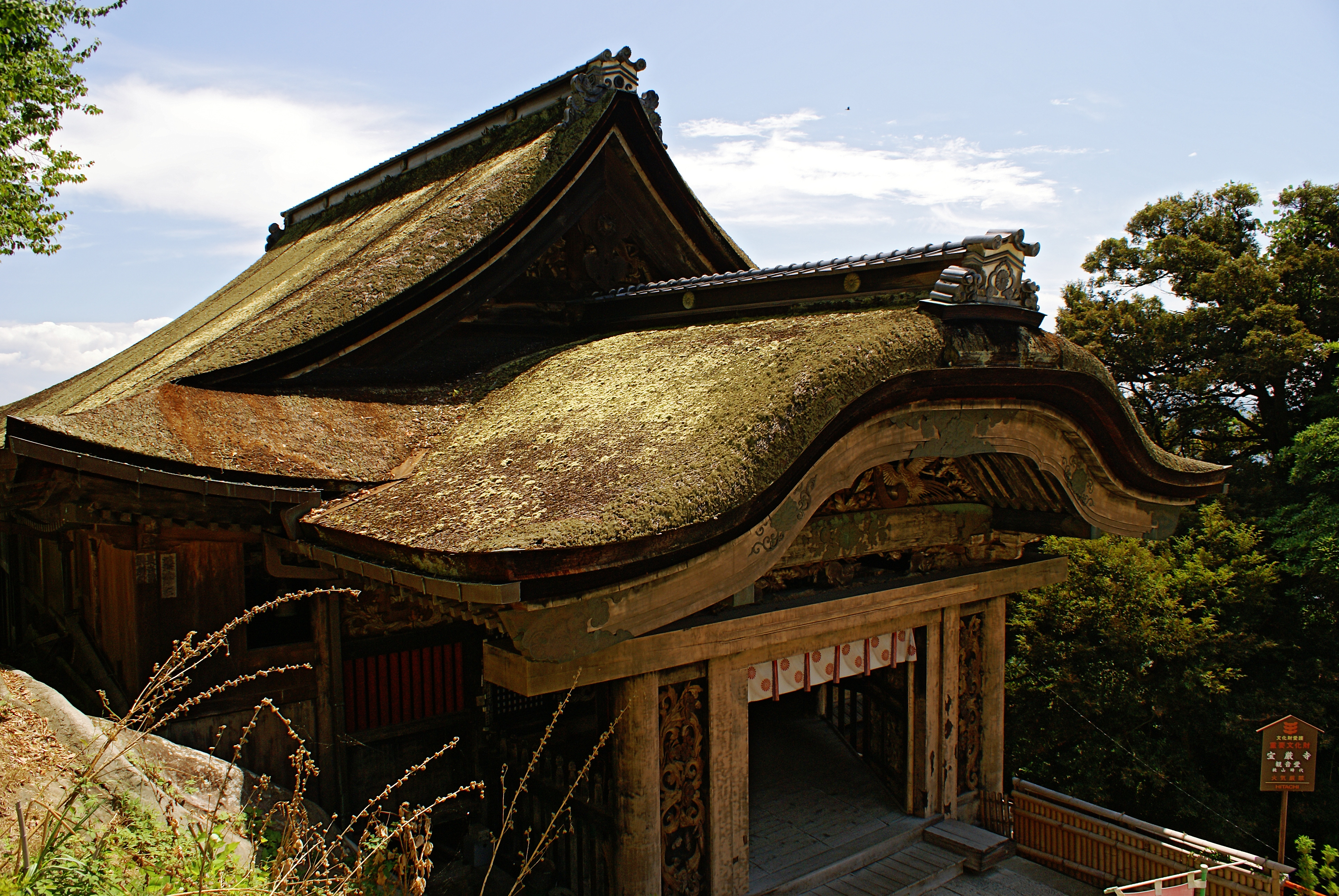
karamon du Hōgon-ji
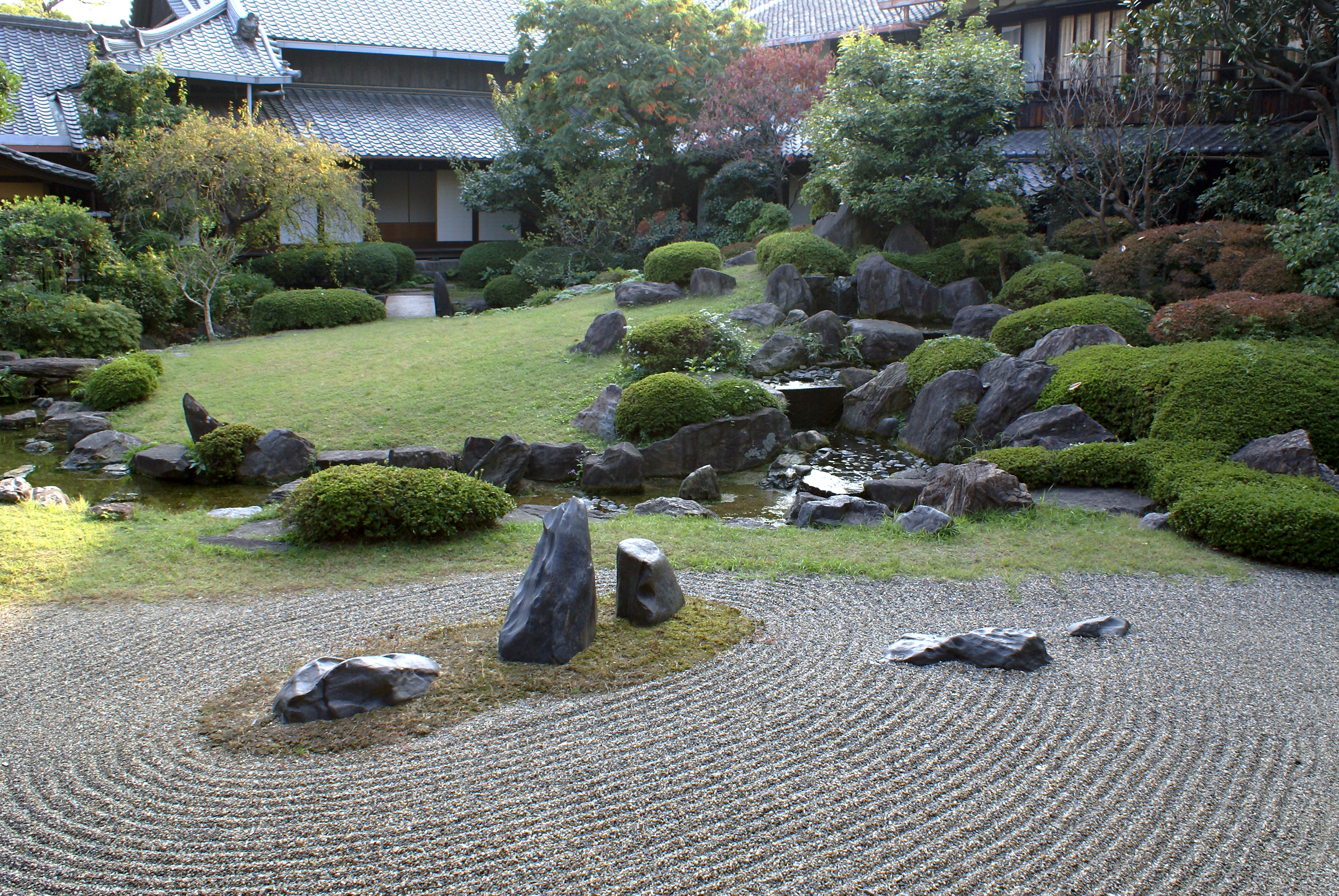
karesansui du Shitennō-ji
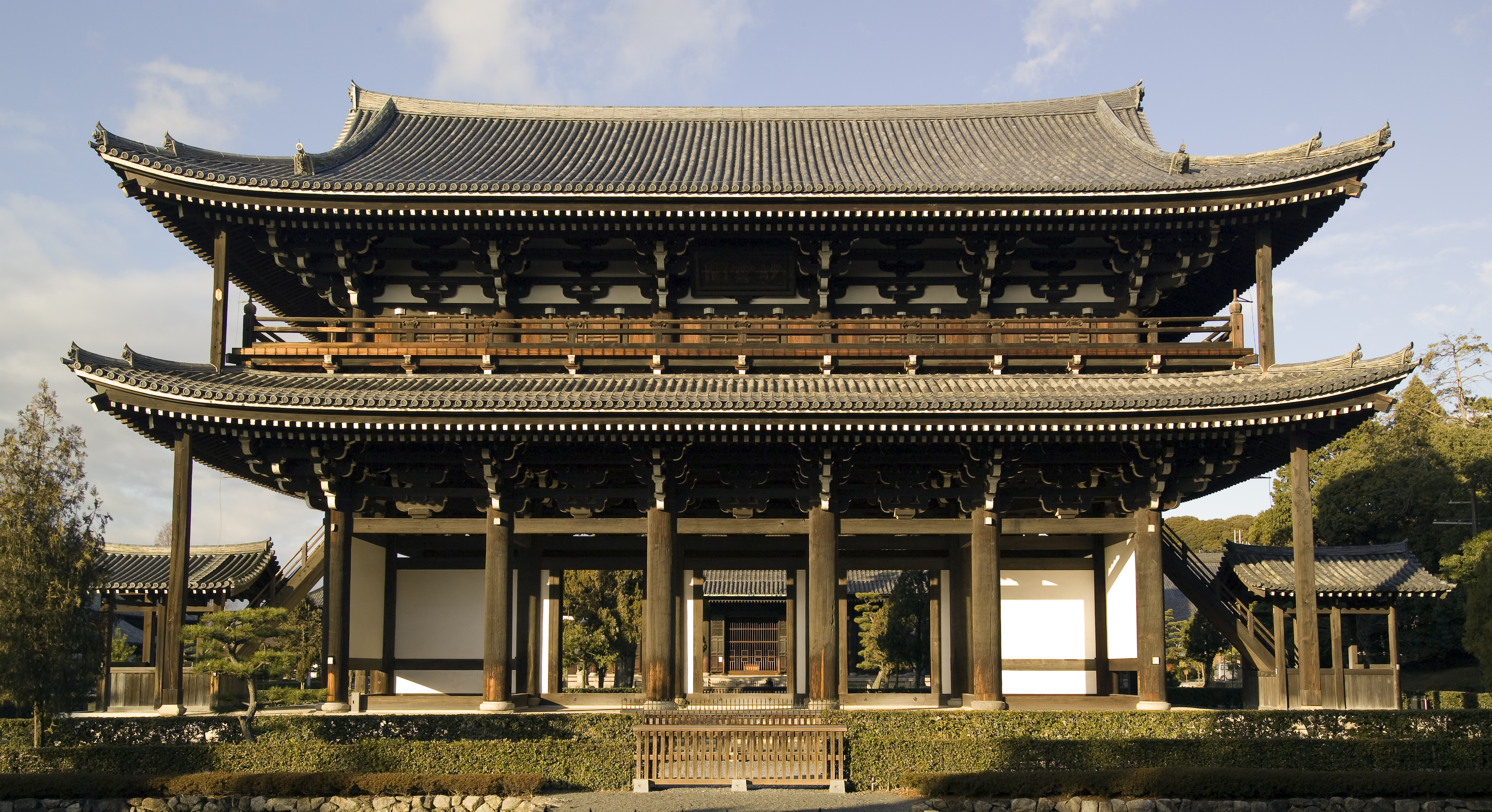
Le sanmon du Tōfuku-ji fait 5 ken de large.
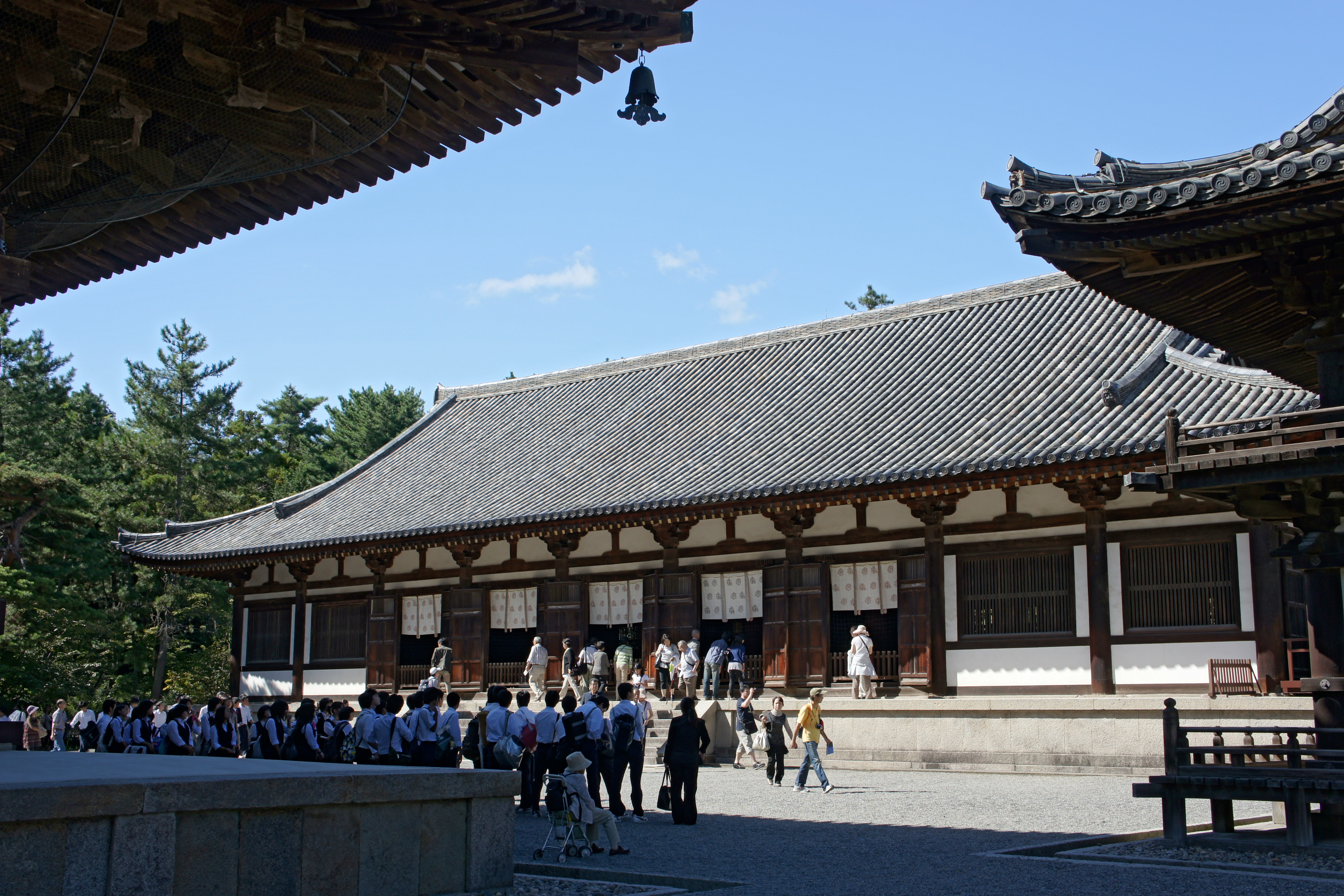
Kō-dō au Tōshōdai-ji
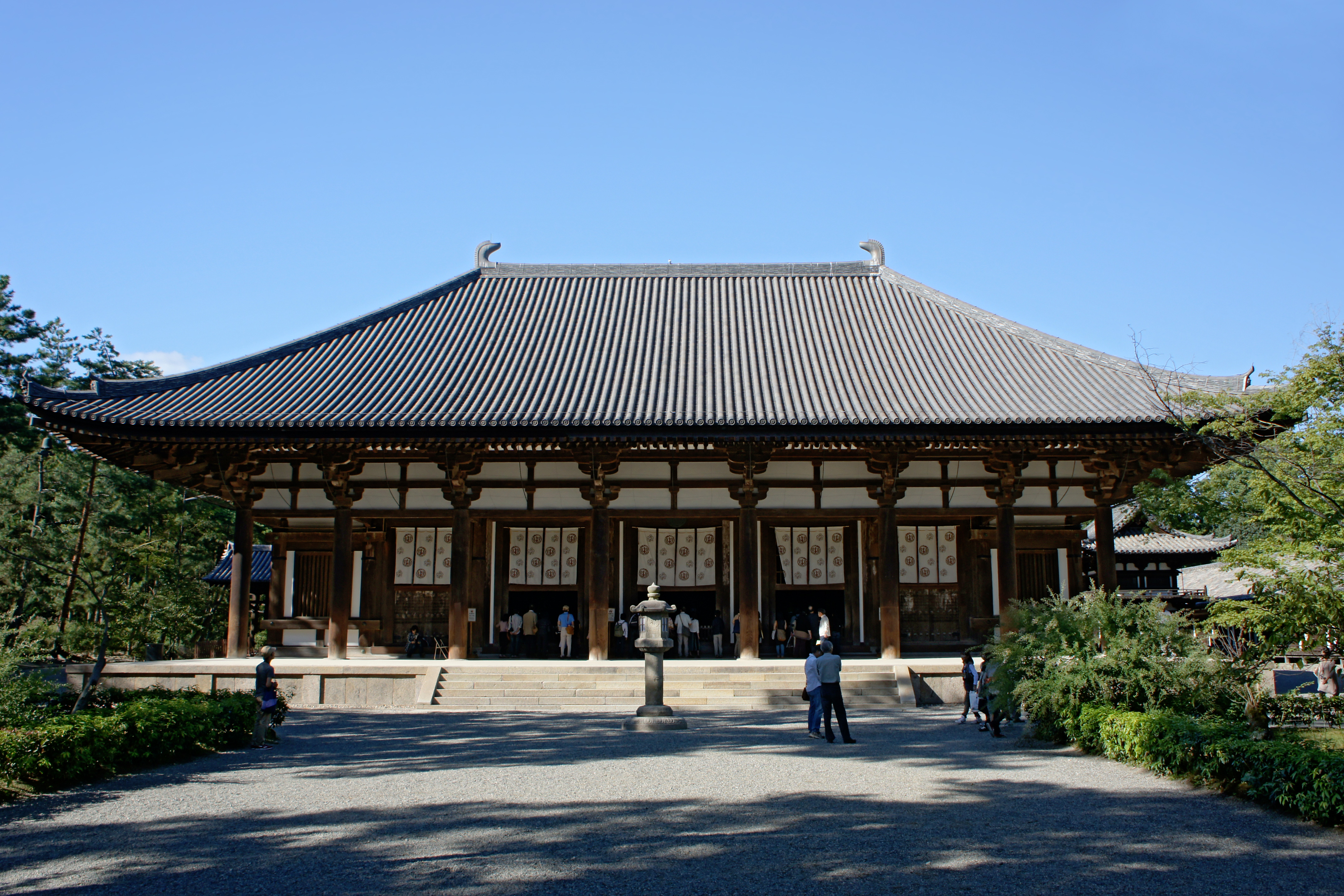
Kon-dō au Tōshōdai-ji
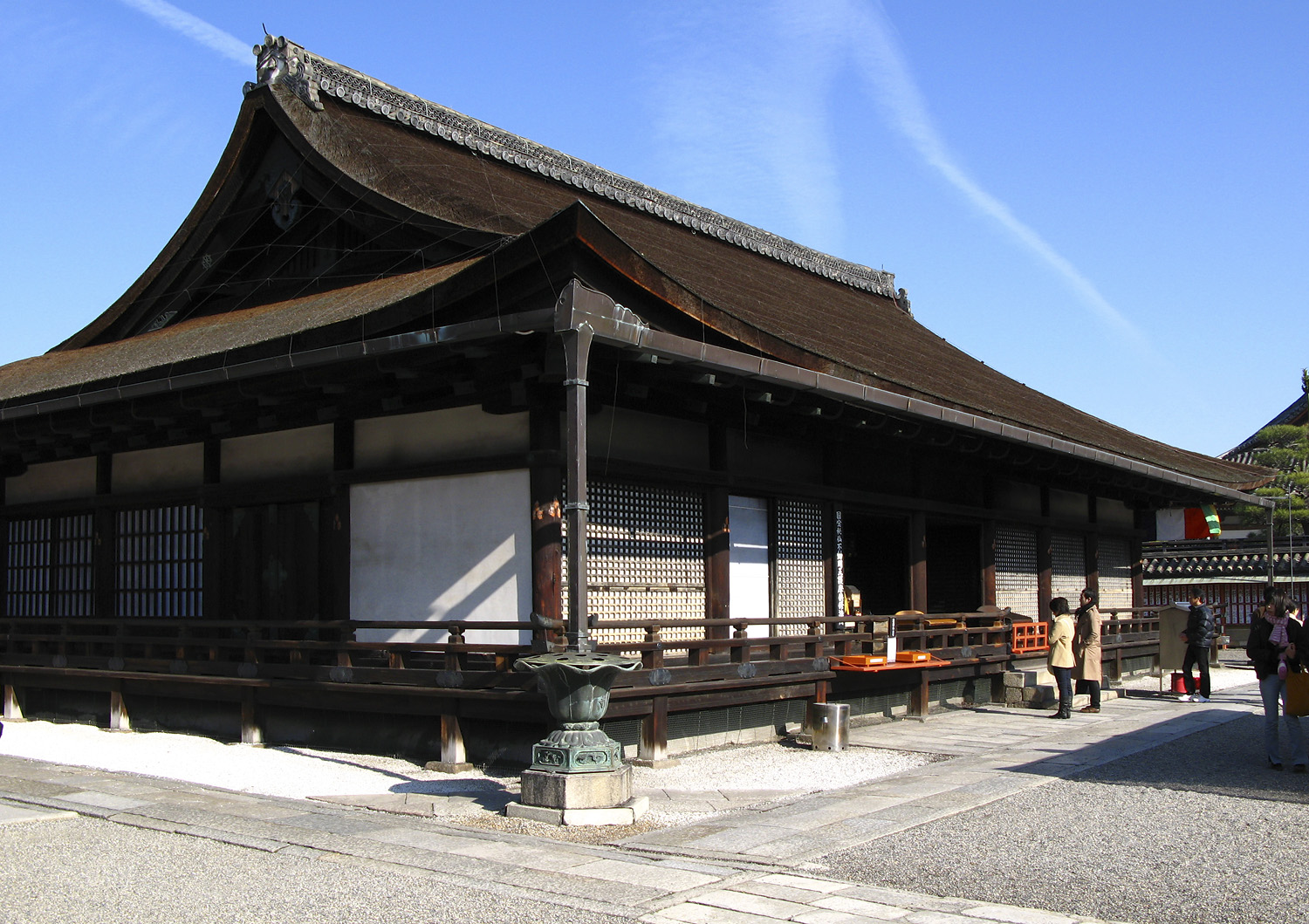
Miei-dō au Tō-ji
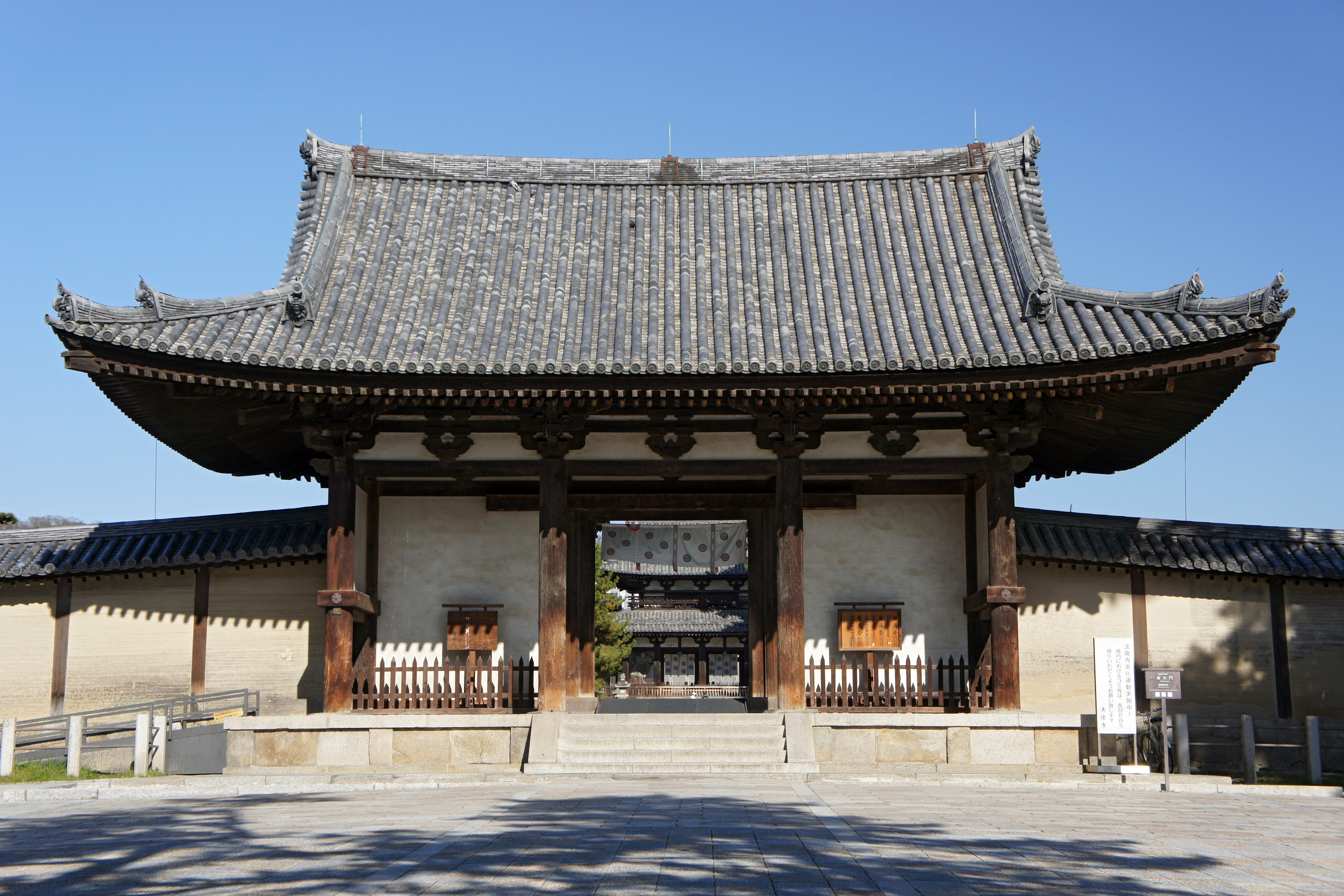
Nandaimon au Hōryū-ji
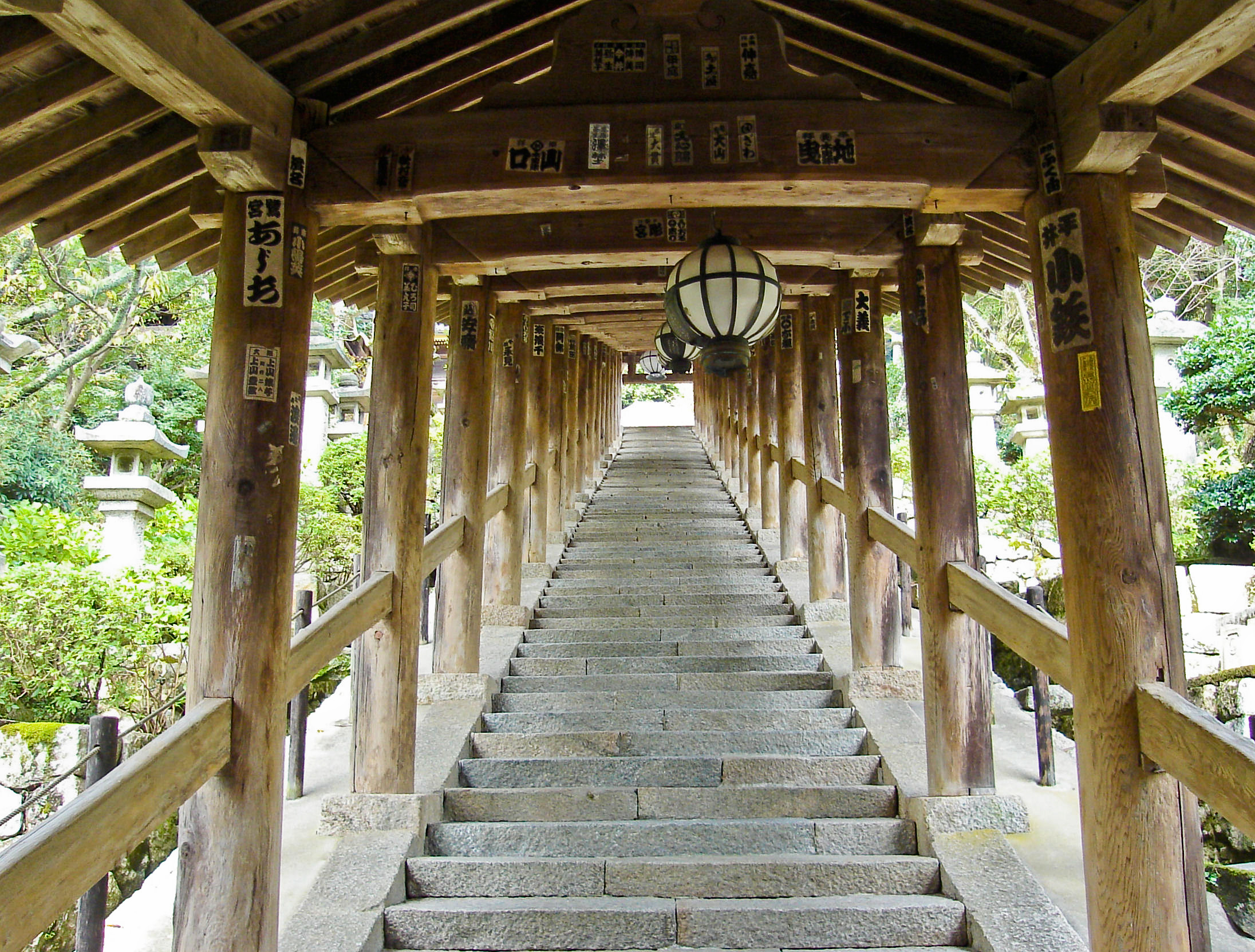
Le noborirō du Hase-dera de Nara
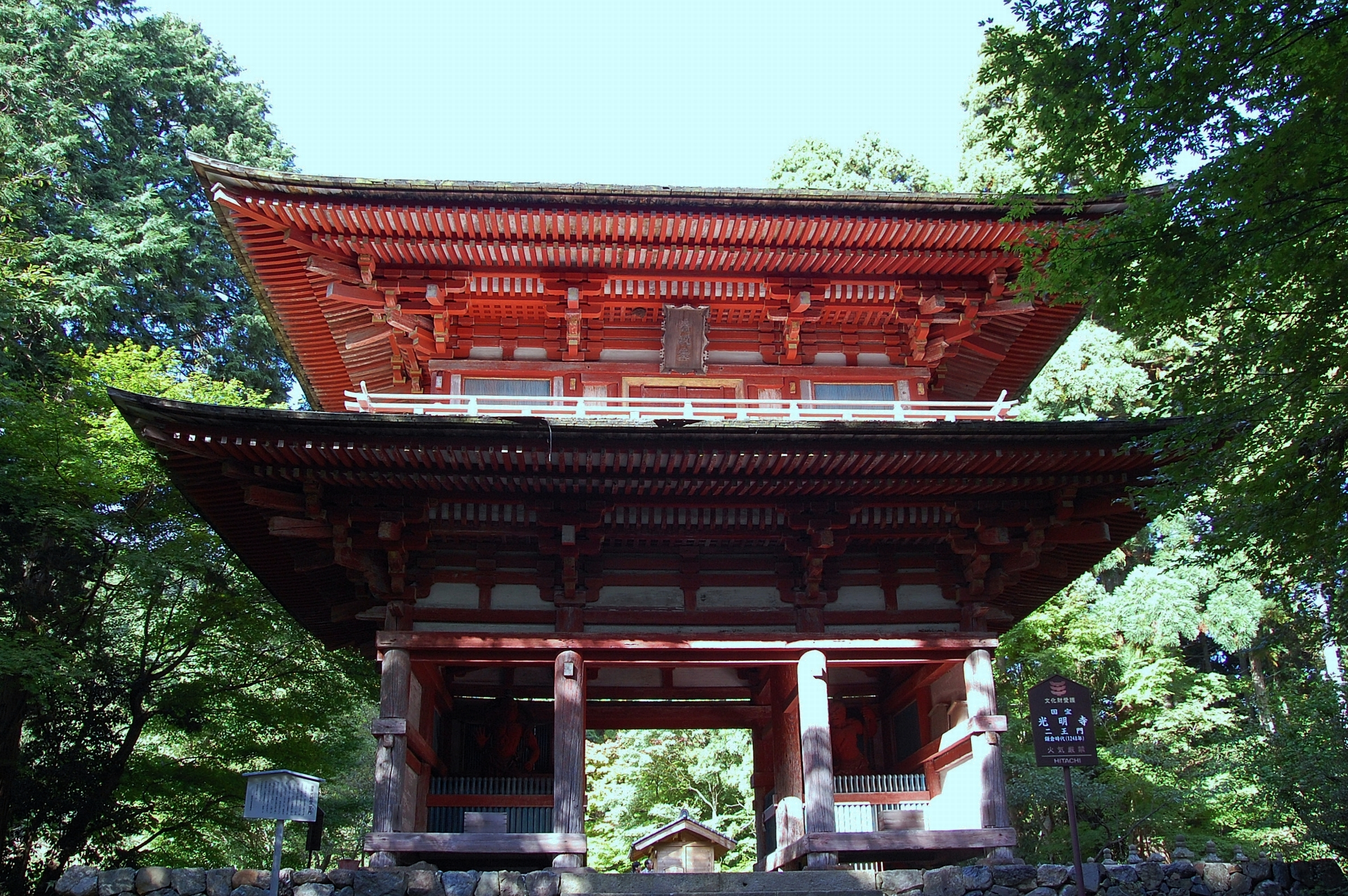
Nijūmon du Kōmyō-ji à Ayabe.
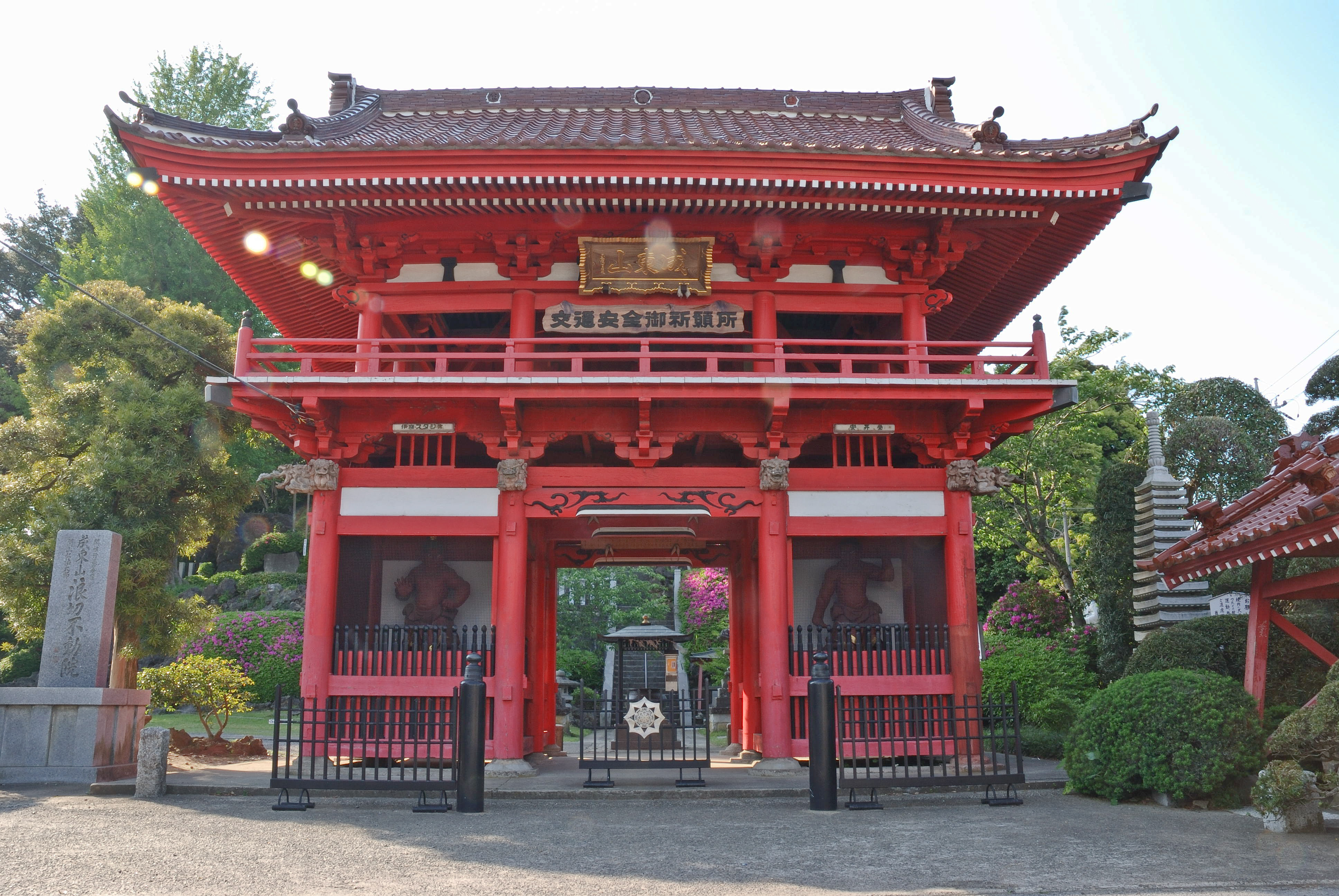
Un niōmon
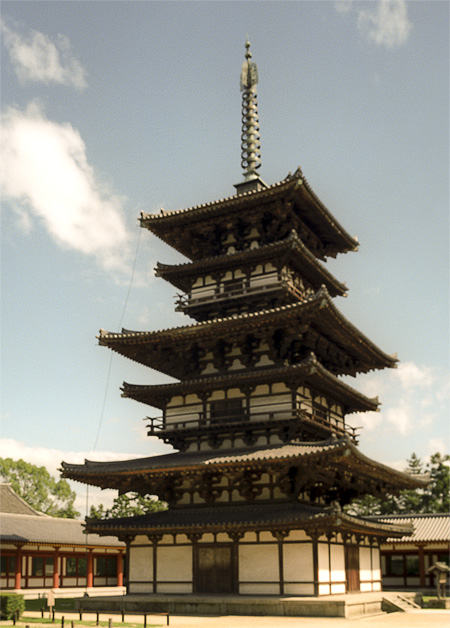
Pagode est du Yakushi-ji à Nara
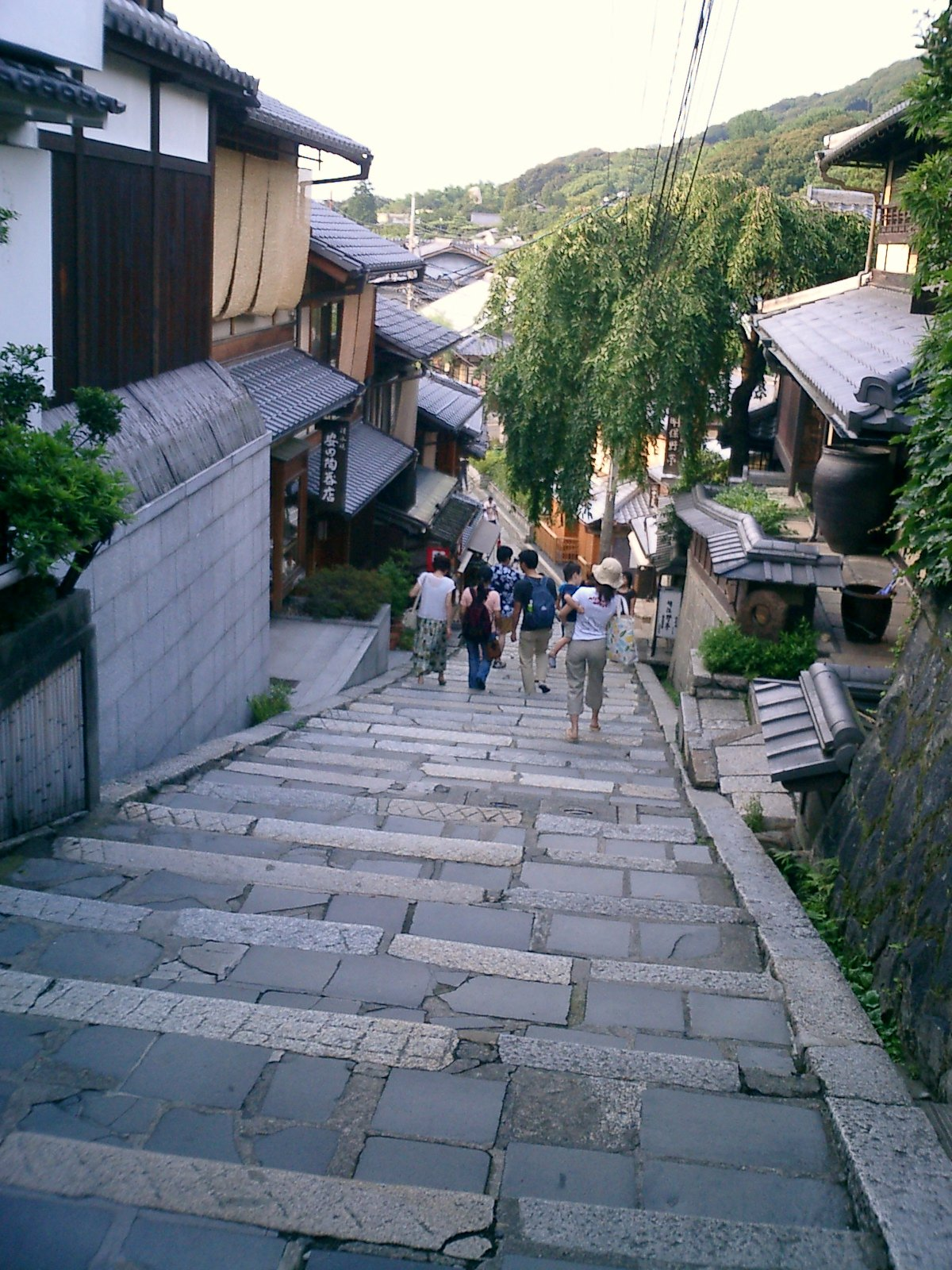
sandō du Kiyomizu-dera
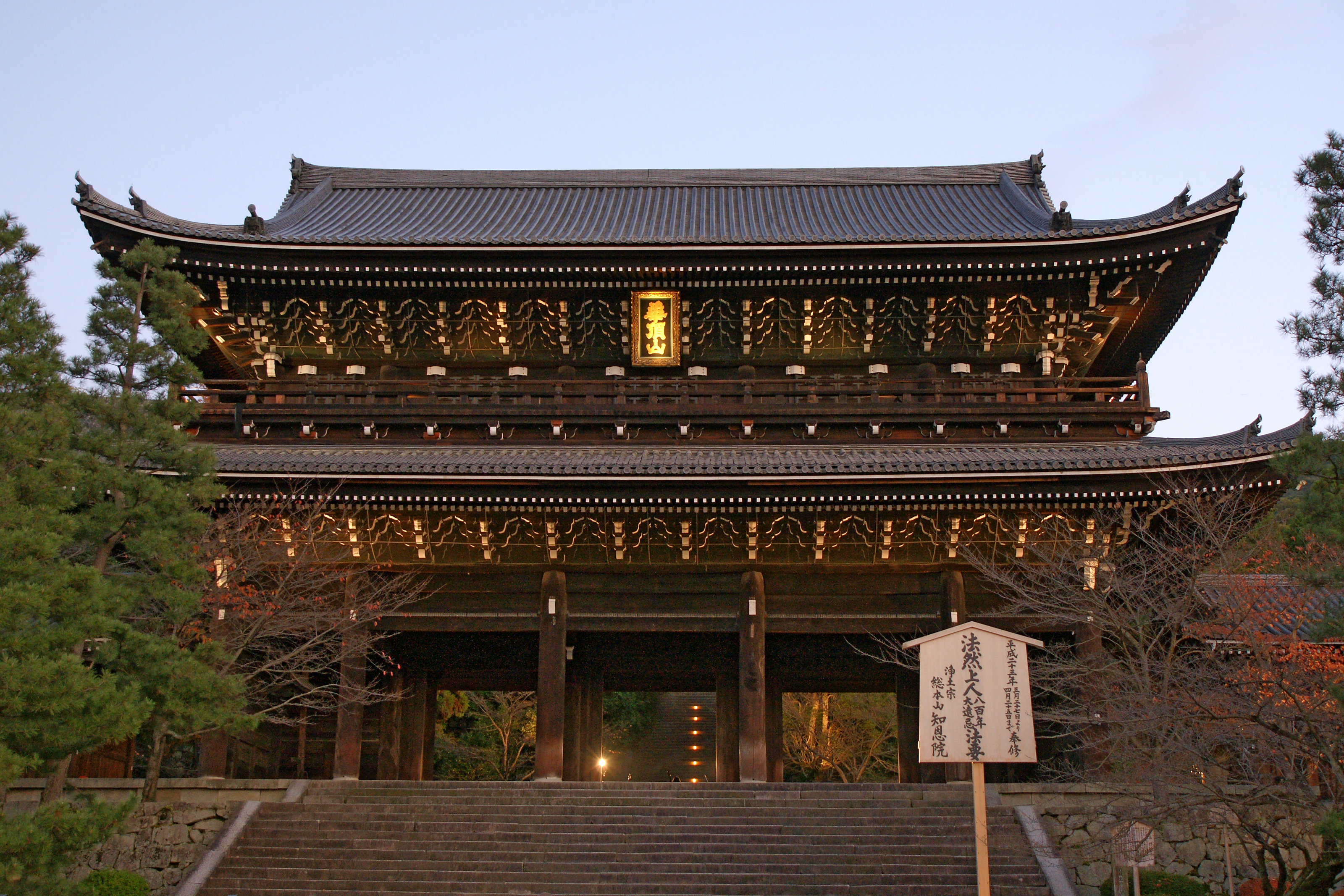
Un sanmon de rang supérieur à cinq baies au Chion-in. Notez le sanrō.
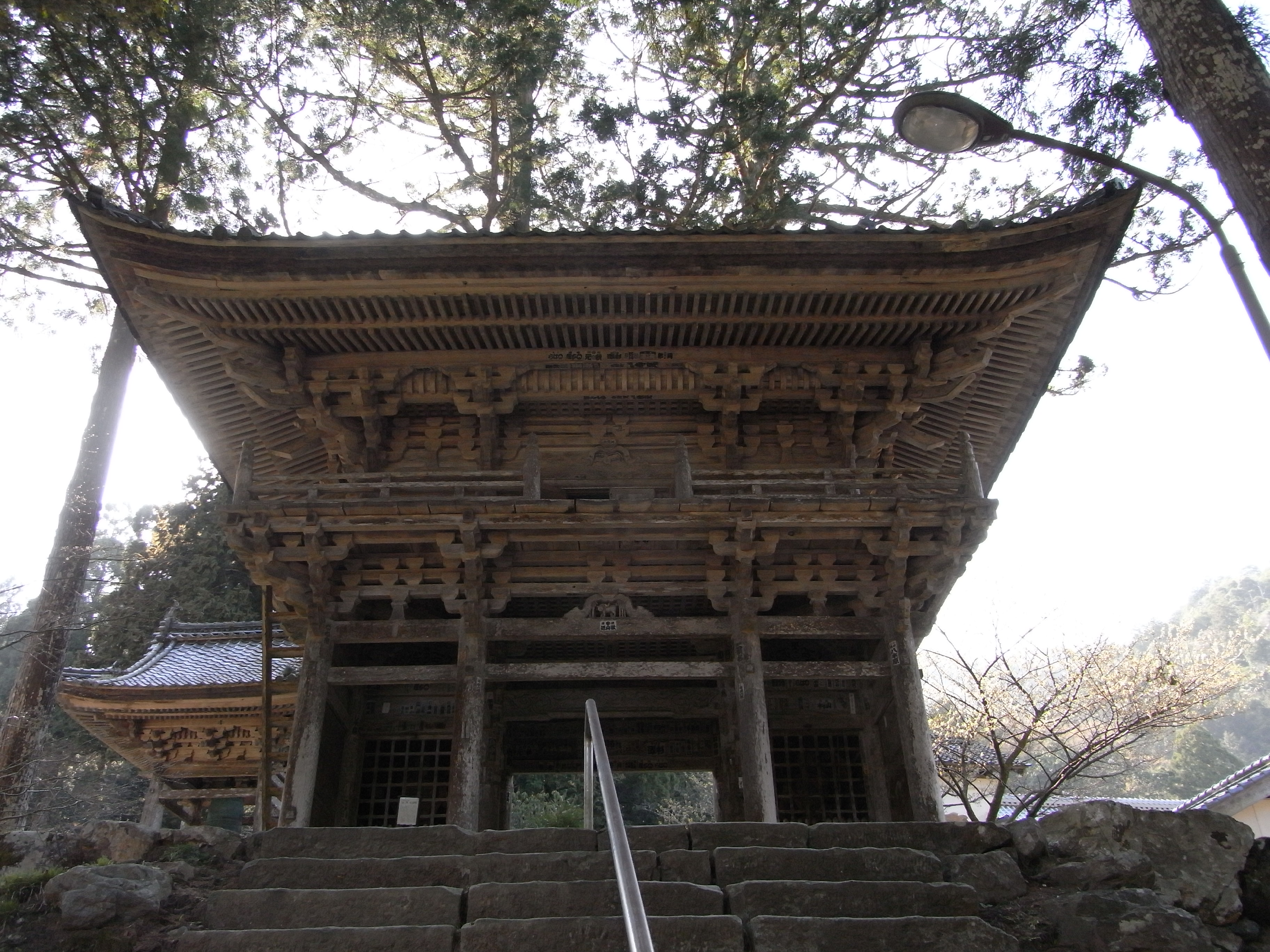
Un sanmon de rang moyen à trois baies au Myōtsū-ji
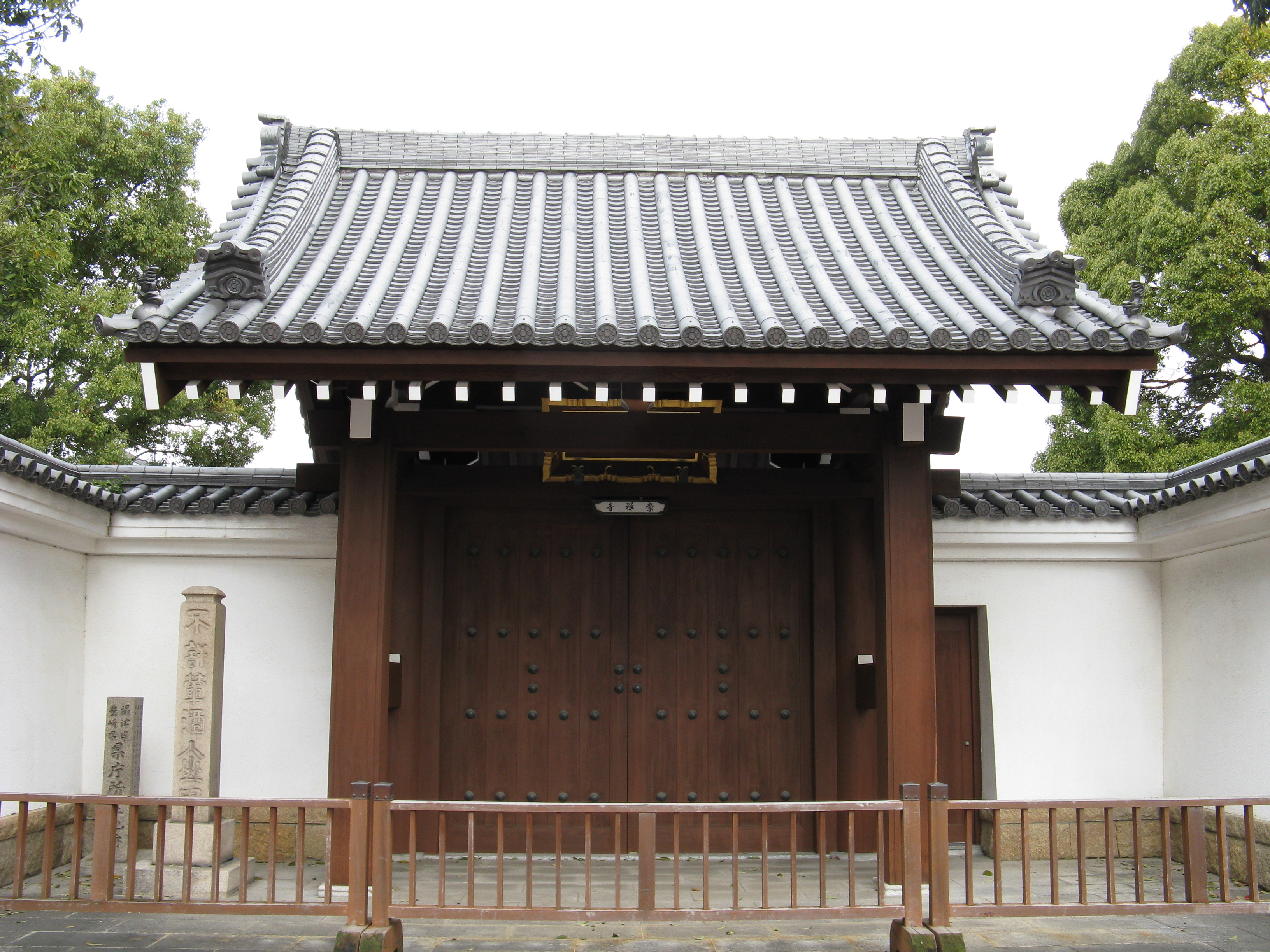
Un sanmon de rang inférieur au Sozen-ji à Osaka
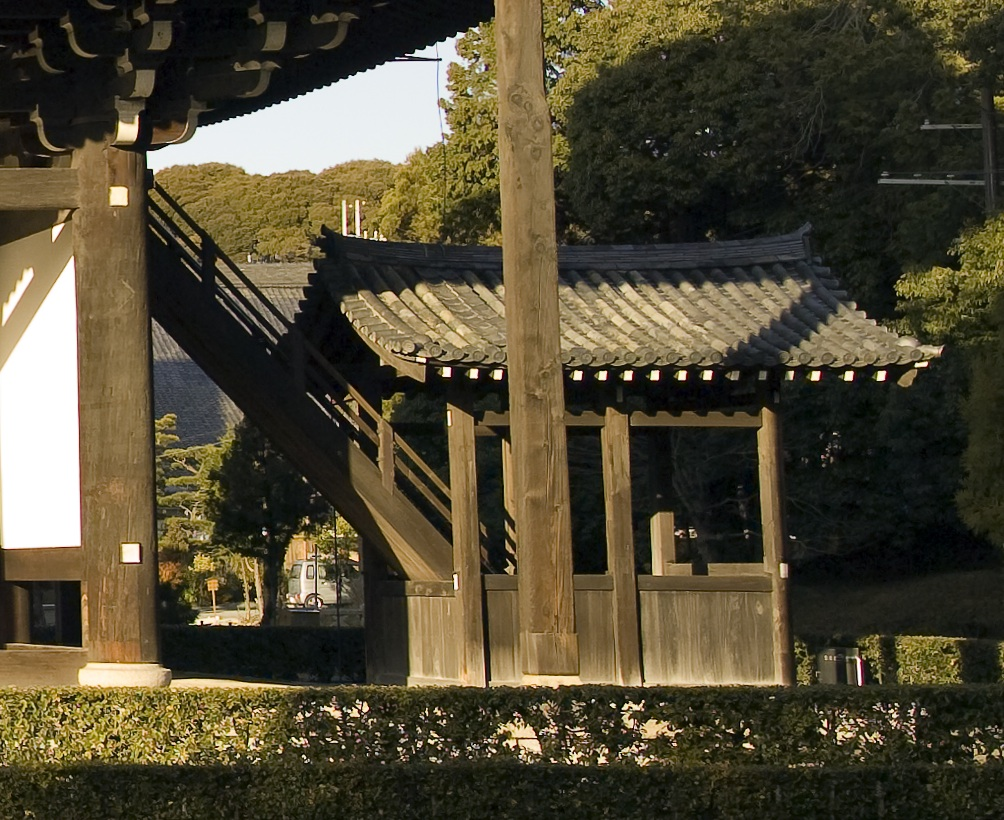
Le sanrō du sanmon du Tōfuku-ji. (Voir la photo du sanmon' ci-dessus.)
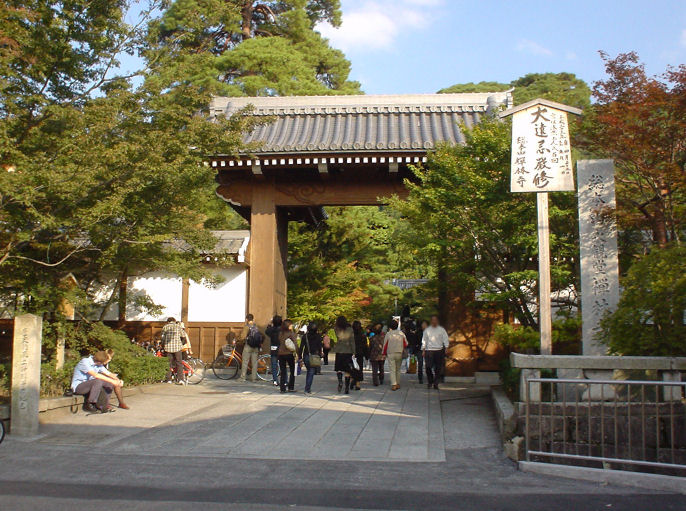
sōmon du Zenrin-ji
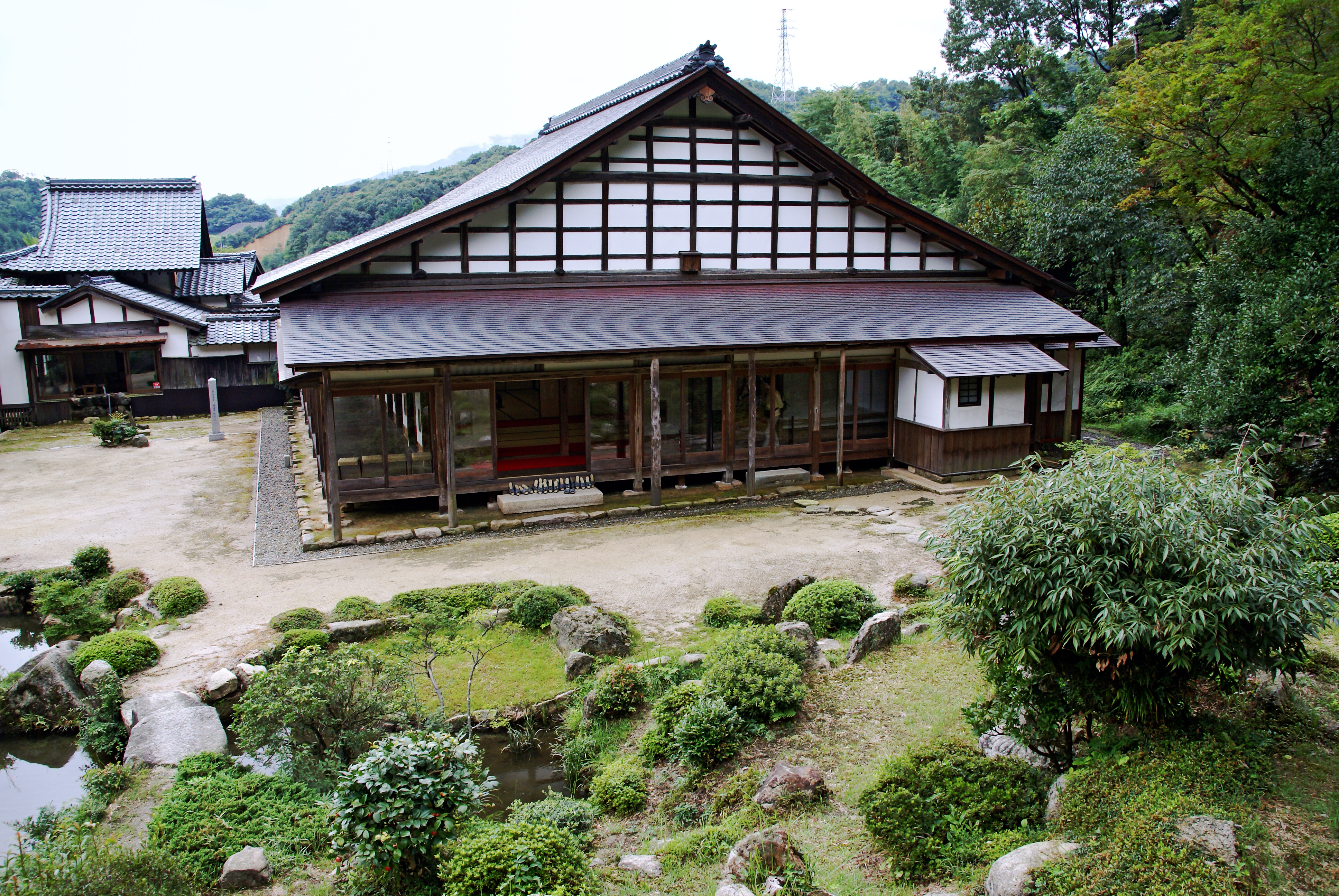
shoin du Saifuku-ji
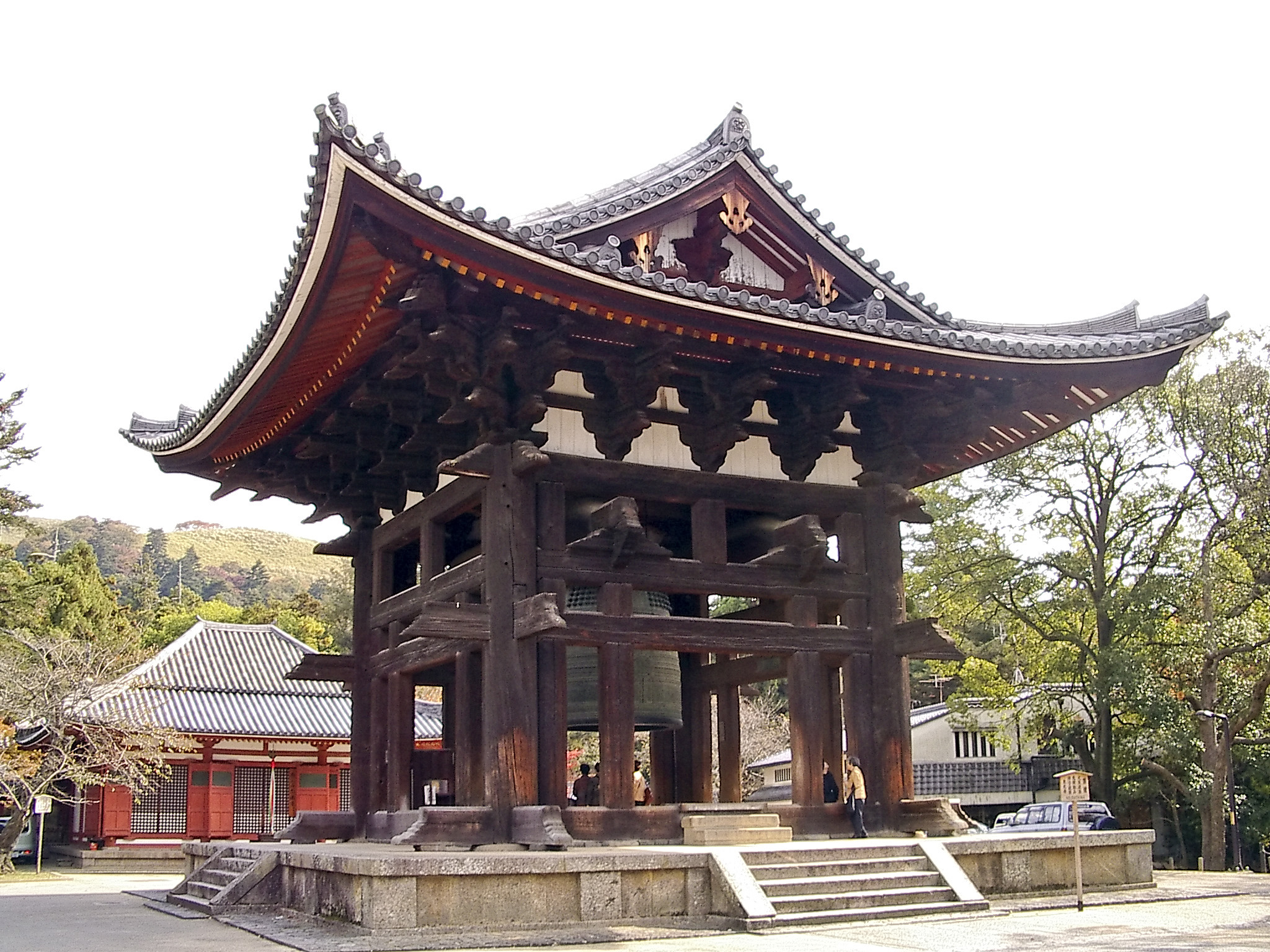
shōrō du Tōdai-ji (type ancien)
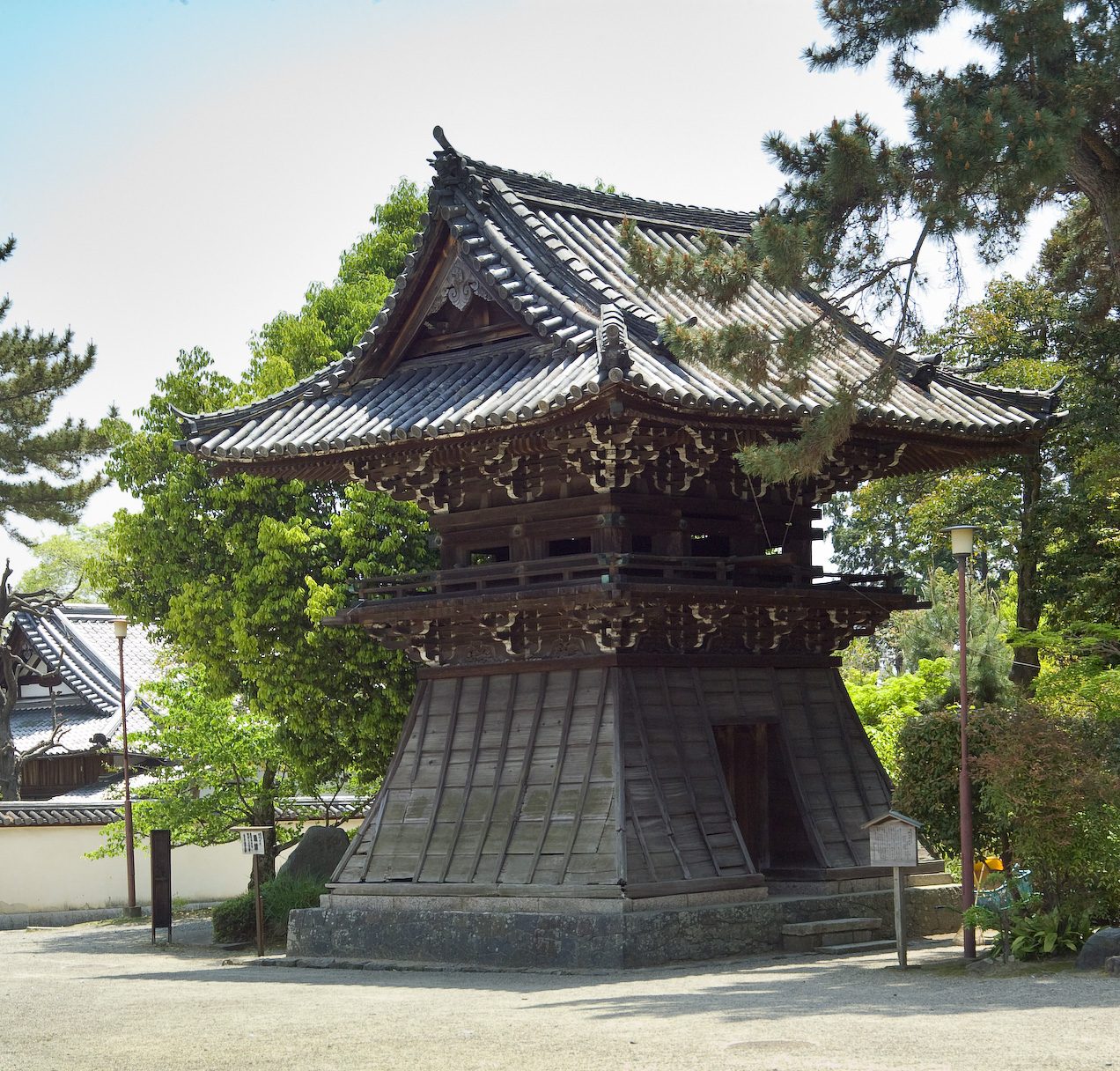
shōrō du Saidai-ji (type récent)
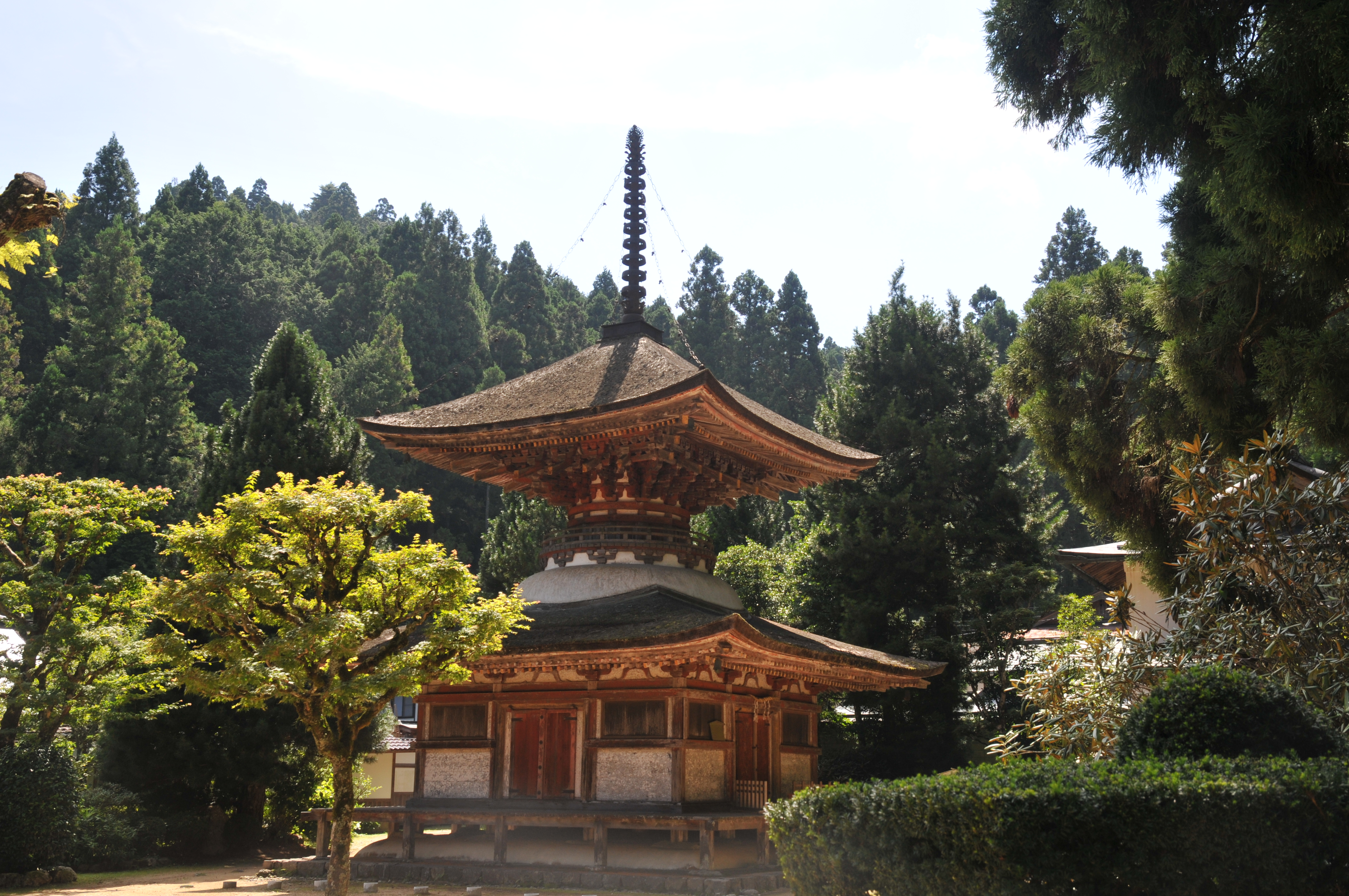
tahōtō (nijū-no-tō) du Kongō Sanmai-in
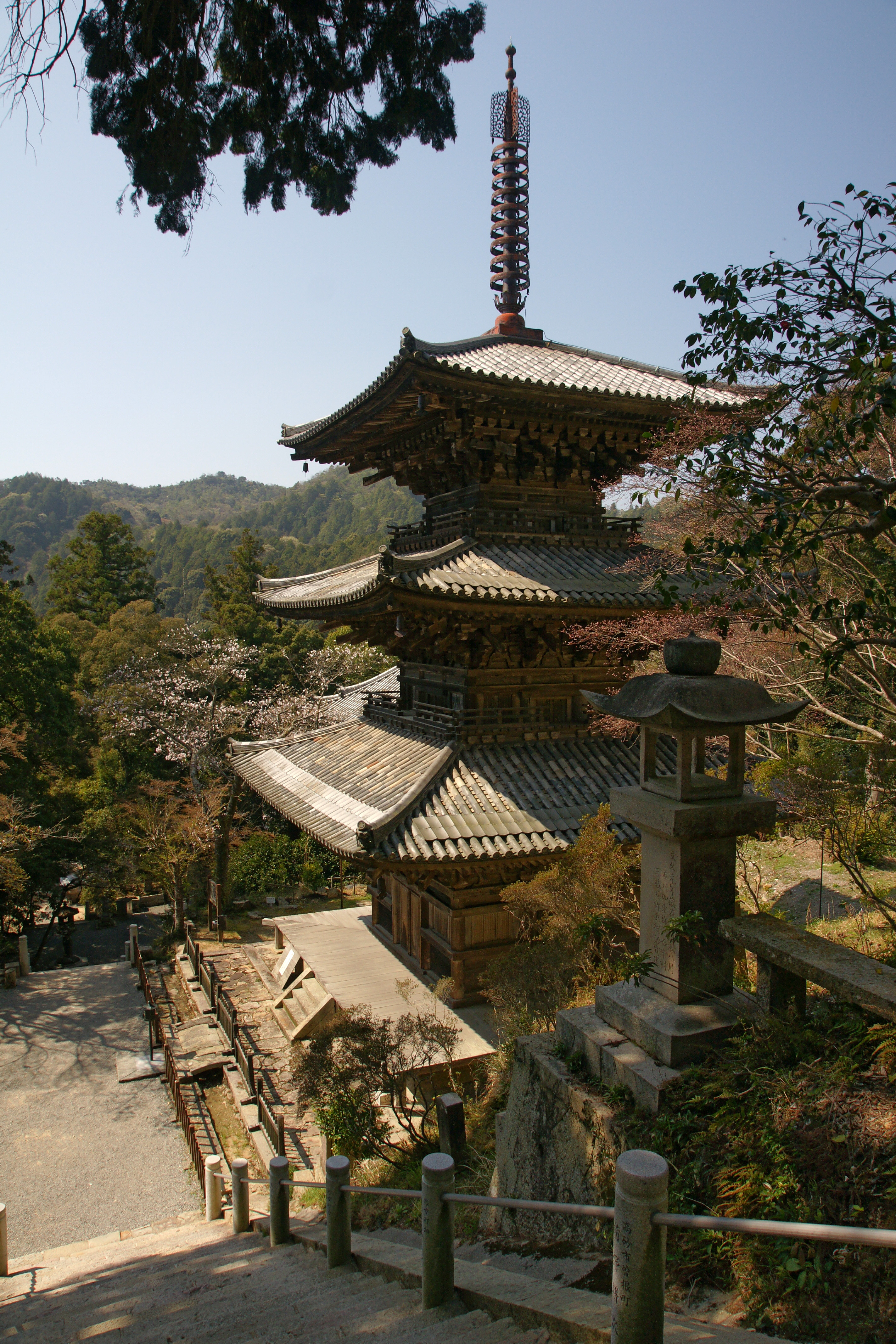
Pagode à trois niveaux (sanjū-no-tō) du Ichijō-ji
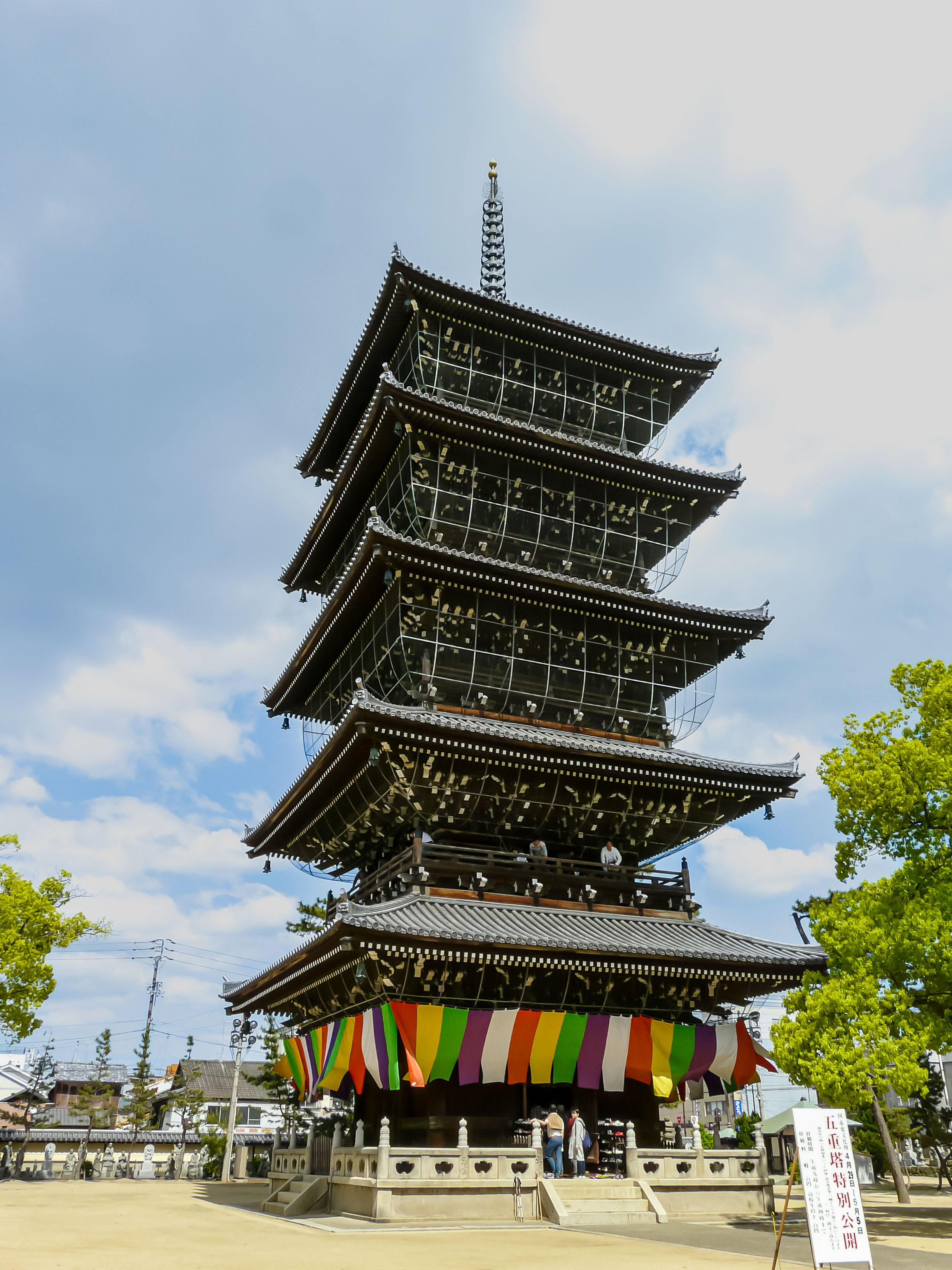
Pagode à cinq niveaux (gojū-no-tō) du Zentsū-ji
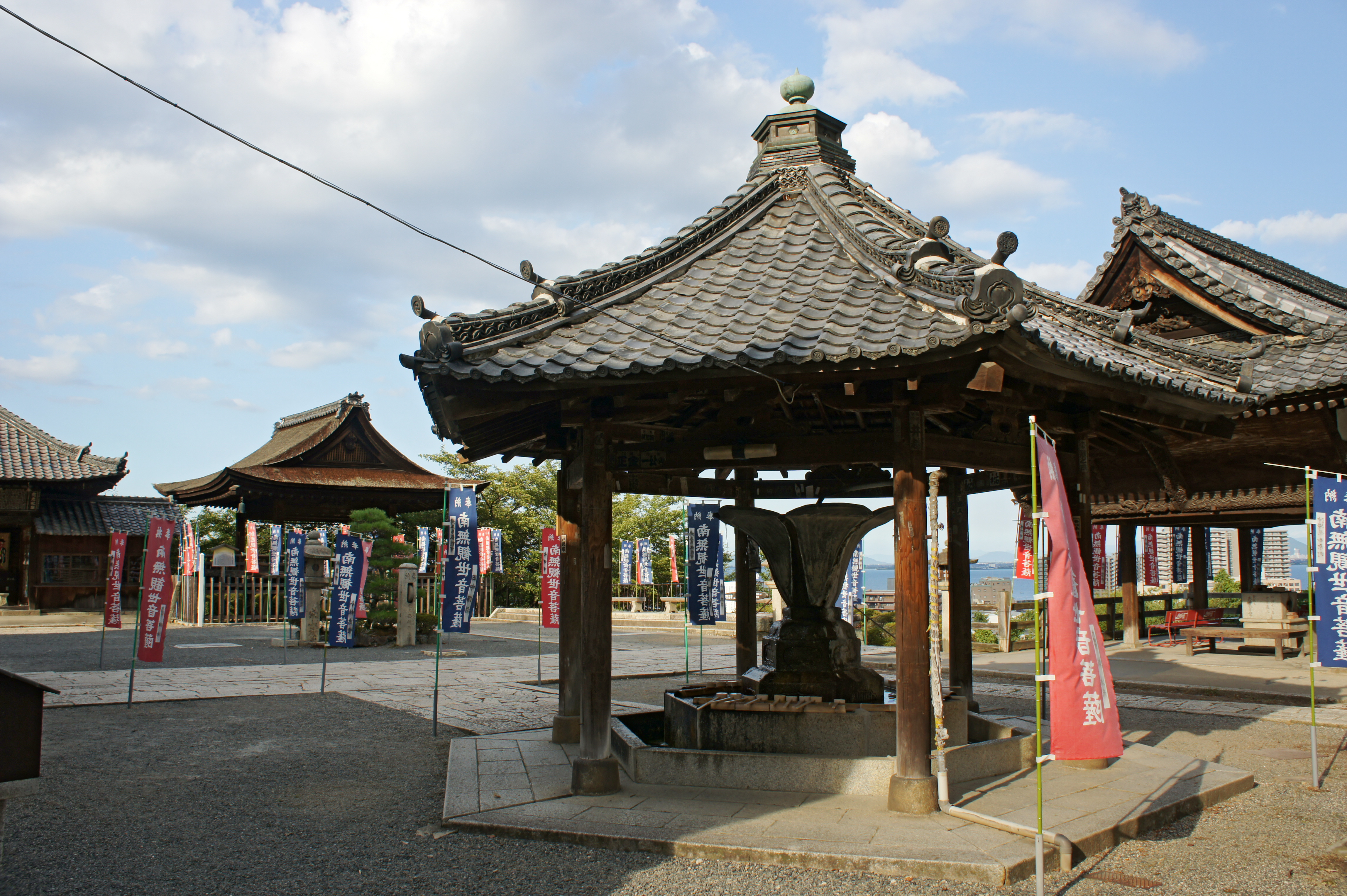
temizuya du Mii-dera
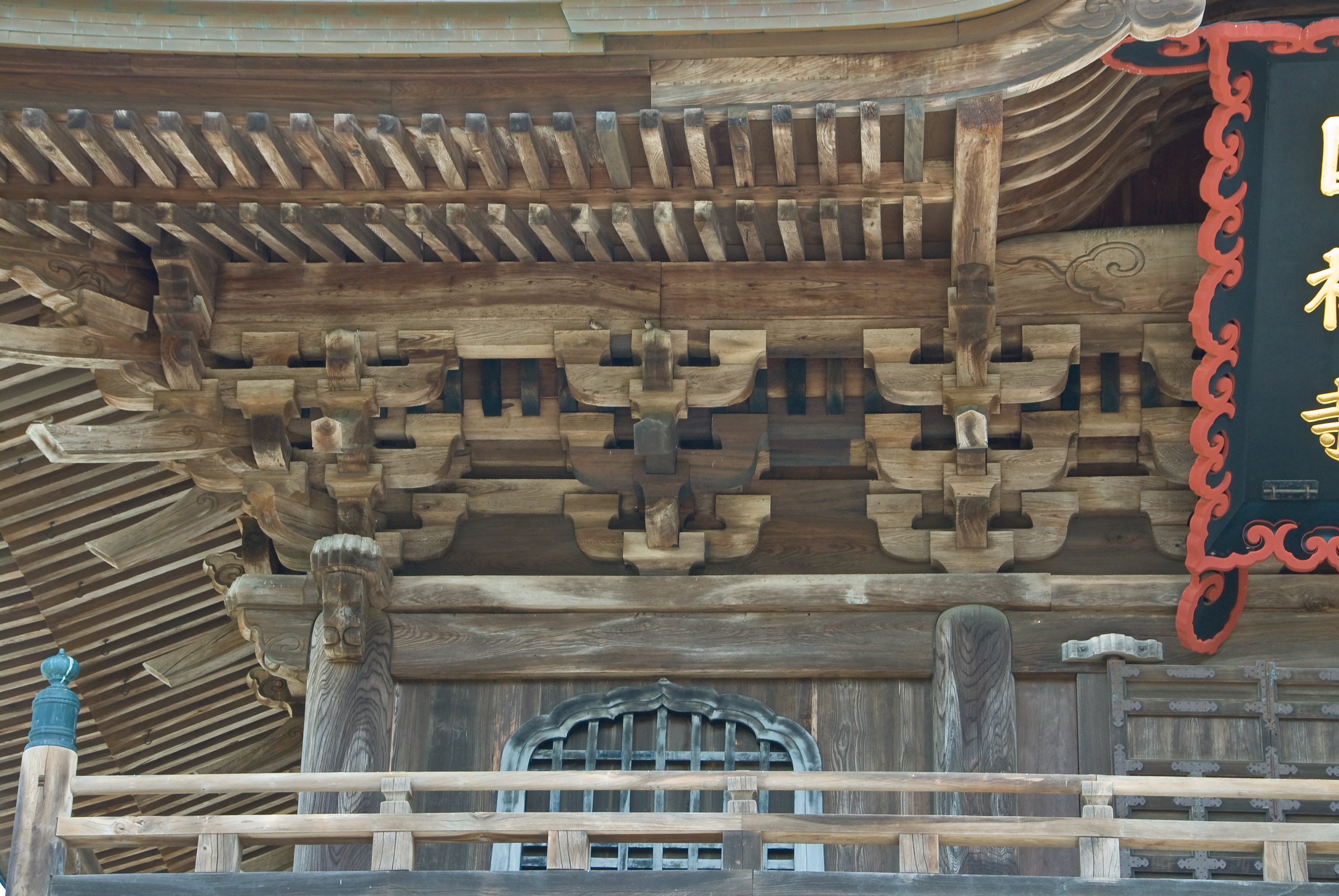
Supports (tokyō, futatesaki dans ce cas) sous les combles du toit d'un sanmon.
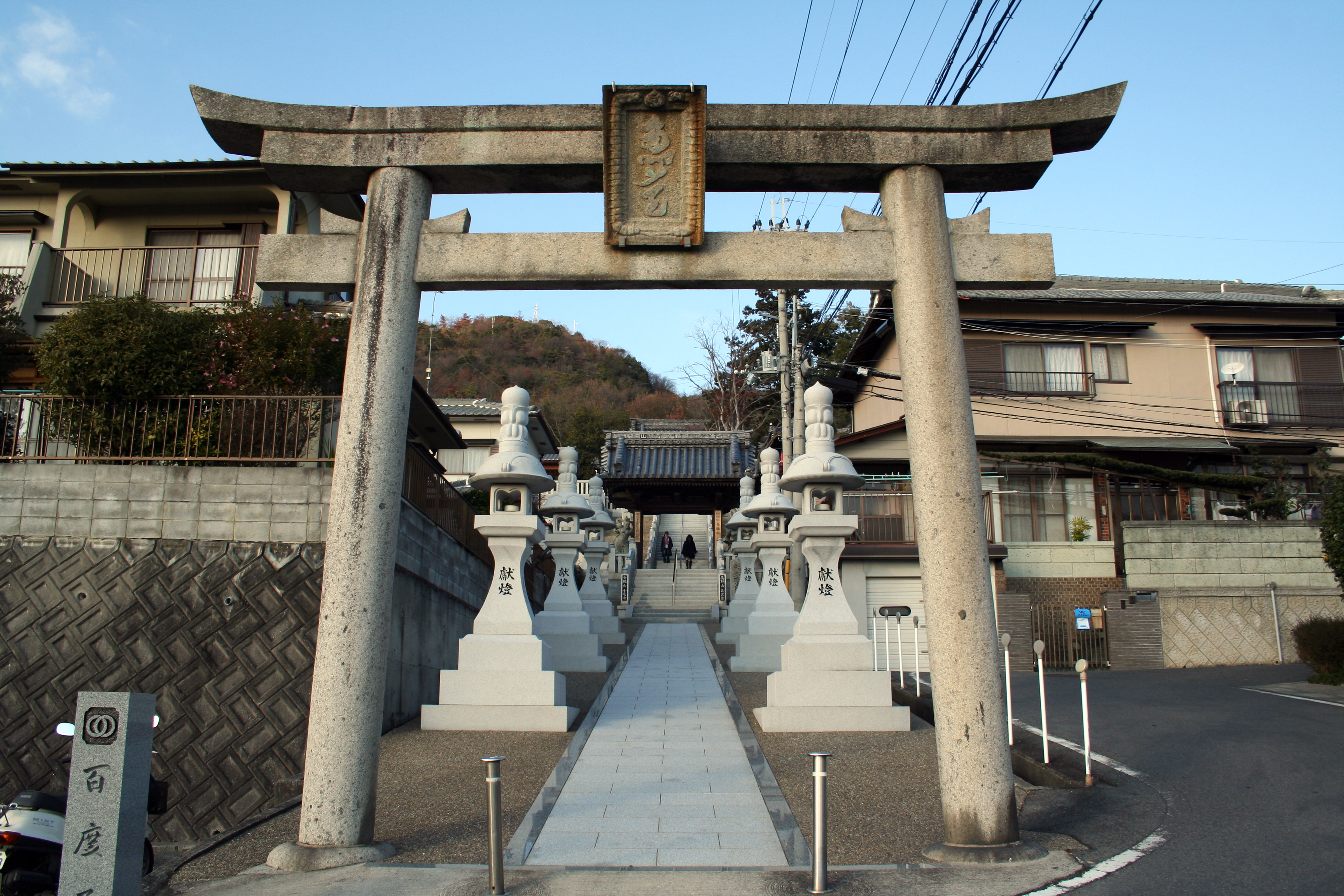
Un torii sur le sandō d'un temple (Oyake-ji)
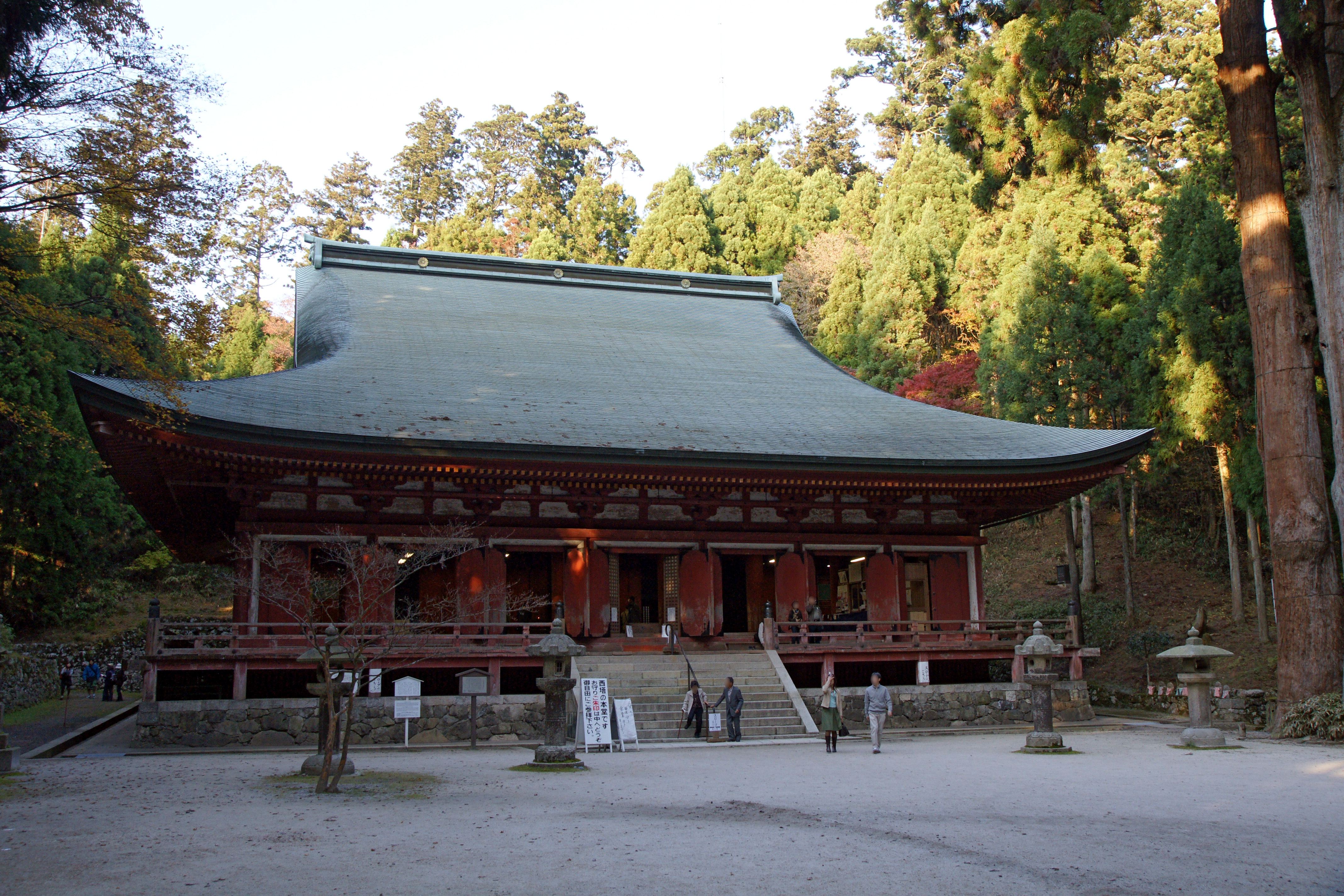
shaka-dō du Enryaku-ji
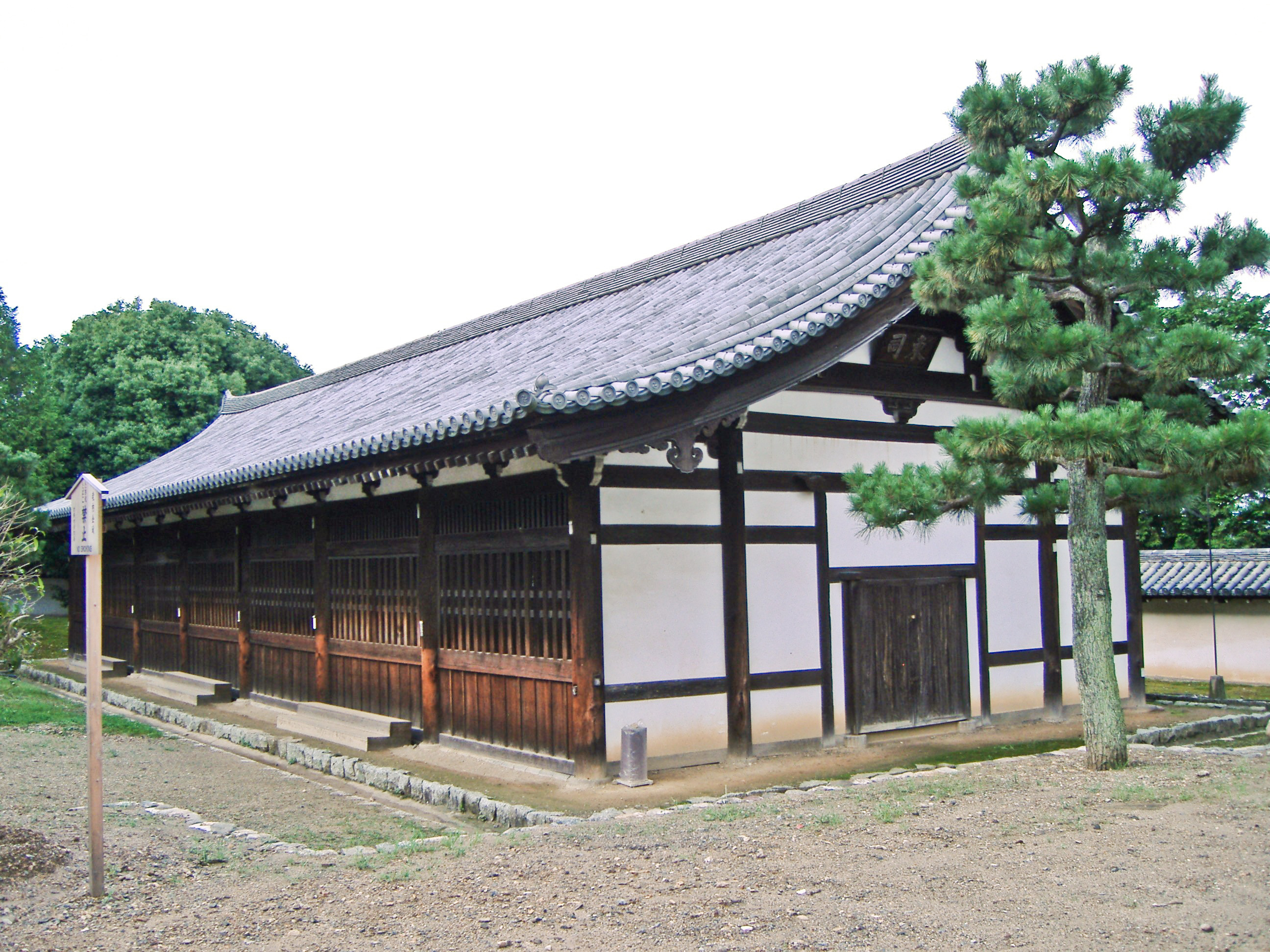
tōsu du Tōufuku-ji
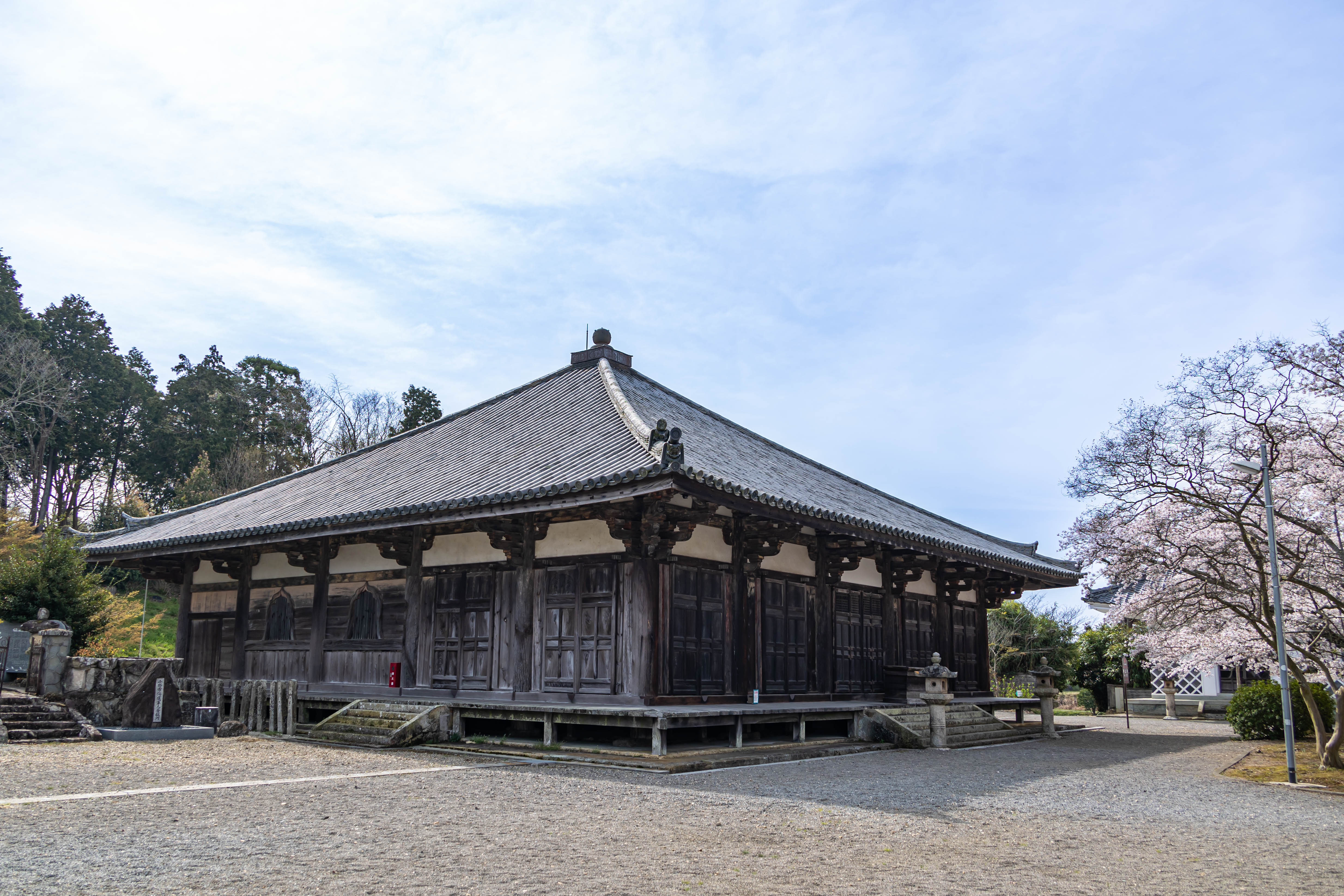
yakushi-dō du Jōdo-ji
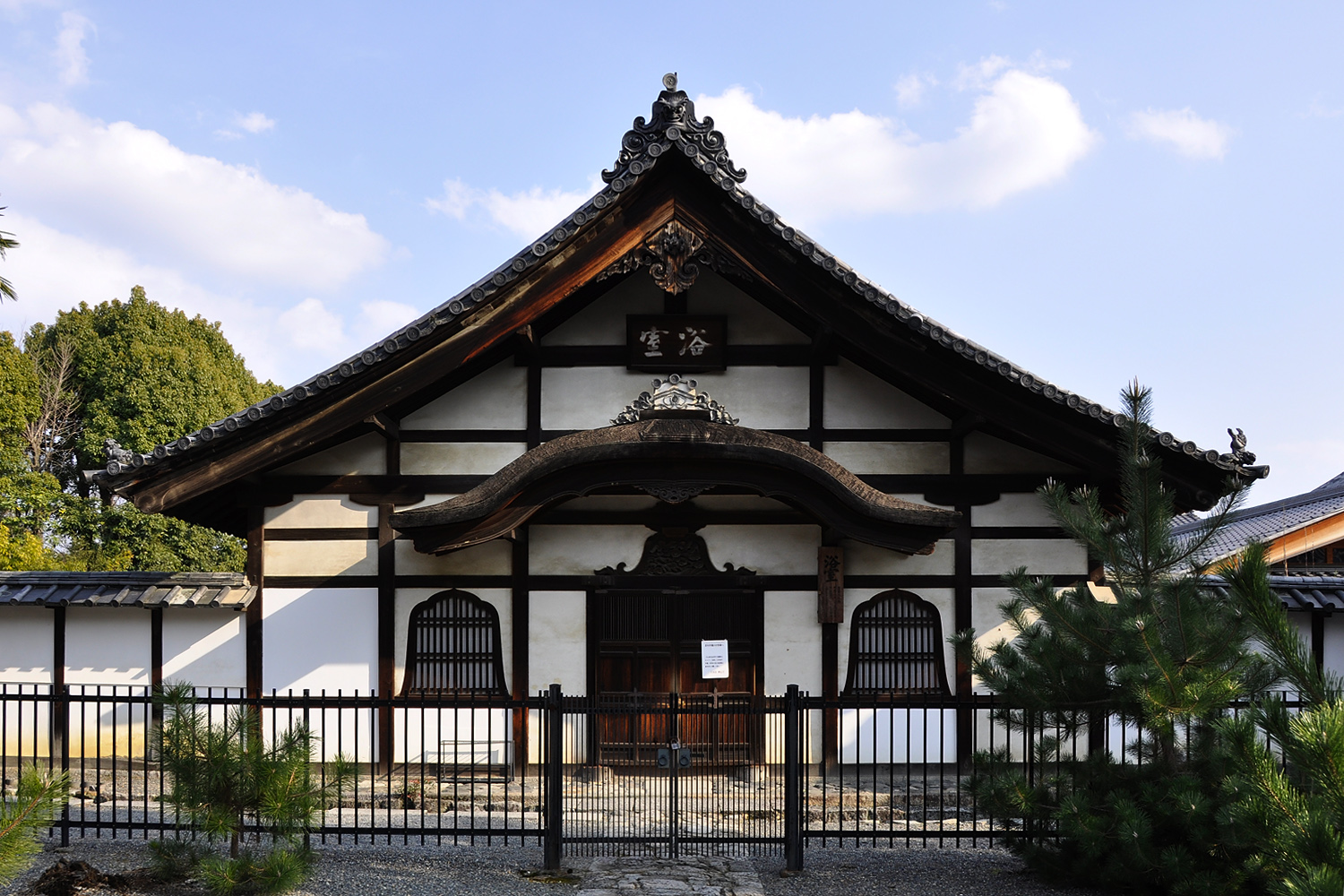
yokushitsu du Myōshin-ji (les bains du temple)
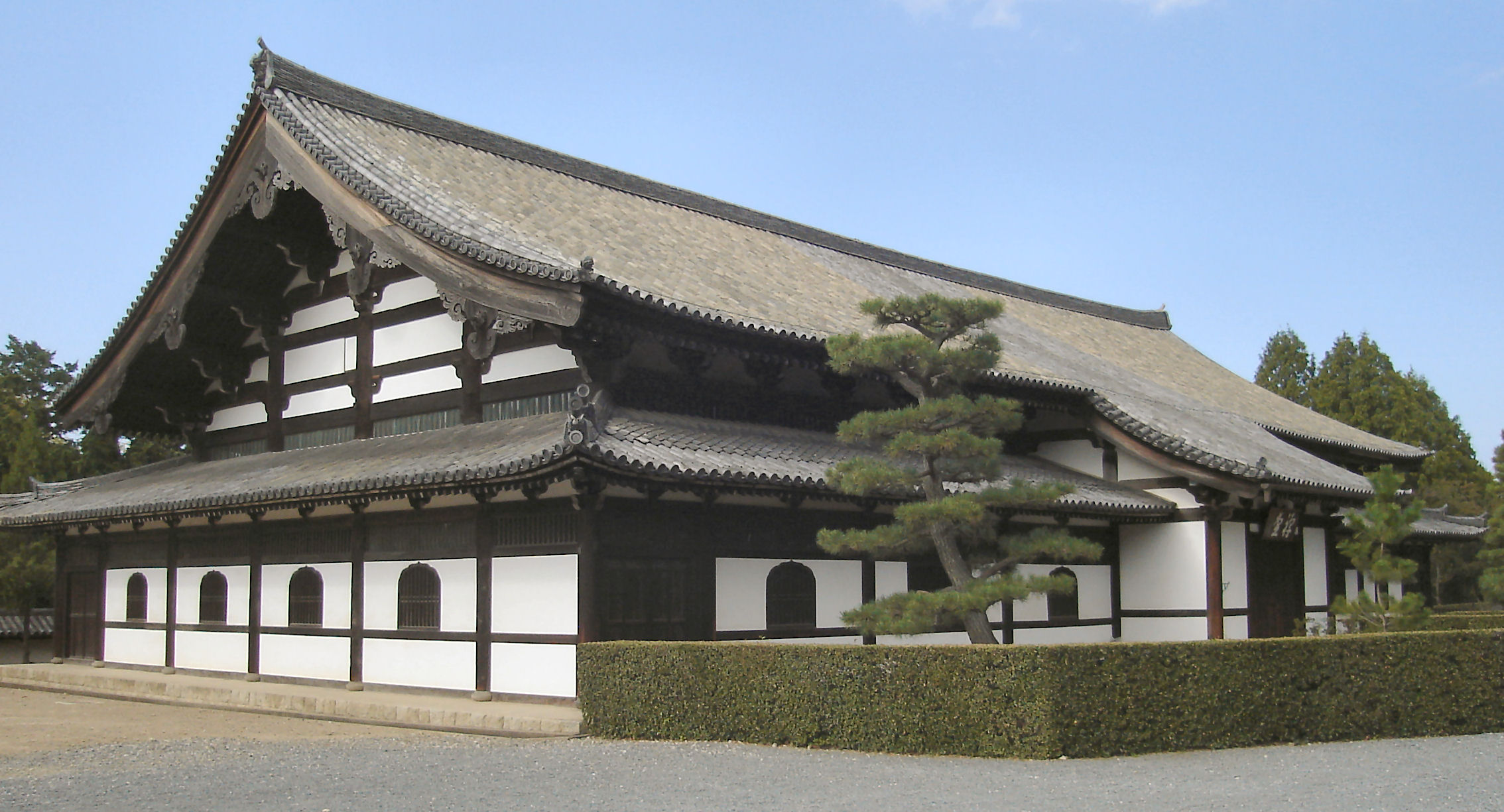
zen-dō du Tōfuku-ji